# Château de Chèreperrine

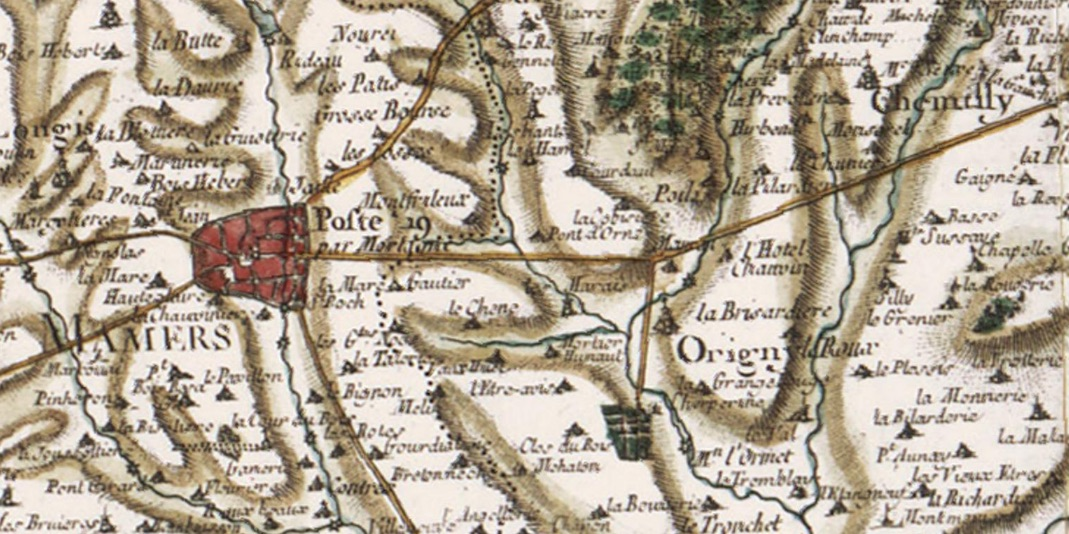
Carte de Cassini centrée sur Origny-le-Roux et Cherperine

Le château de Chèreperrine (orthographié au XVIIIe siècle Cherperine) est situé dans la commune d'Origny-le-Roux, dans le département de l'Orne, en région Normandie. Sa construction remonte à l'année 1704. Il est inscrit, depuis le 21 novembre 1989, au titre des monuments historiques. En partie détruit par un incendie en 1924, il a été amputé d'un tiers de sa largeur et de son étage sous toiture. Il a conservé sa cour d'honneur délimitée par des douves sèches, ses dépendances dont l'une héberge la chapelle privée, sa glacière et son parc de 30 hectares. 

## Une succession de propriétaires

### Des origines auXVIIesiècle
À l'instar de beaucoup de châteaux de la région, Cherperine a sans doute été un château féodal que la guerre de Cent-Ans a ravagé. En 1449, une grande partie de la noblesse du Perche est décimée et les demeures seigneuriales anéanties. À la fin du XVe siècle, Olivier de Baraton en est le seigneur, du fait de son mariage avec Françoise de Surgères, dame de Cherperine et tante d'Hélène de Surgères célébrée par Ronsard. Au début du XVIe siècle, le Perche connaît une relative prospérité et une floraison de manoirs. La seigneurie passe à partir de 1505 entre les mains de deux grandes familles: les Vauloger et les Rohan. À la mort de Pierre Rohan Gié en 1513, Cherperine échoit à son fils Pierre II de Rohan après un procès qui l'oppose à son frère aîné Charles. Pierre meurt en 1525. C'est son fils René, vicomte de Rohan et prince de Léon, qui en hérite et cède le domaine en 1539 à son trésorier Martin de Chauray.  Celui-ci l'achète à bas prix vu qu'il est créancier de son maître pour plus de 16 000 livres. Martin de Chauray, devenu châtelain, se fait anoblir en 1553, tandis que Cherperine est érigé en comté en 1565. À sa mort, la propriété est partagée entre ses trois enfants puis morcelée entre leurs descendants. De 1562 à 1598, le Perche est en proie aux guerres de religion qui s'accompagnent de pillages, destructions et massacres perpétrés autant par les catholiques que par les protestants. L'époux d'une des petites-filles Chauray, Gilles de Talhouët, gouverneur de Redon, rallié à Henri IV, vend Cherperine en 1625 à Messire Claude de Fontenay contre 25 600 livres. Sous cette puissante famille, le domaine s'accroît considérablement. À la mort de Claude I, son fils, lieutenant des maréchaux de France à Mamers, se voit obligé de vendre les terres et le manoir au marquis Pierre Puchet des Alleurs (1643-1725), ambassadeur auprès de la Sublime Porte. 

### À partir duXVIIIesiècle
Les Puchet, qui ont acquis six ans auparavant la terre de Clinchamp (orthographiée aussi Cllnchamps)  achètent celle de Cherperine moyennant 74 000 livres. Ils décident en 1704 de transformer le manoir en un château, d'après les plans de l'architecte parisien Pierre-Alexis Delamair, et continuent à agrandir la seigneurie par de nombreux achats de terres et métairies. 

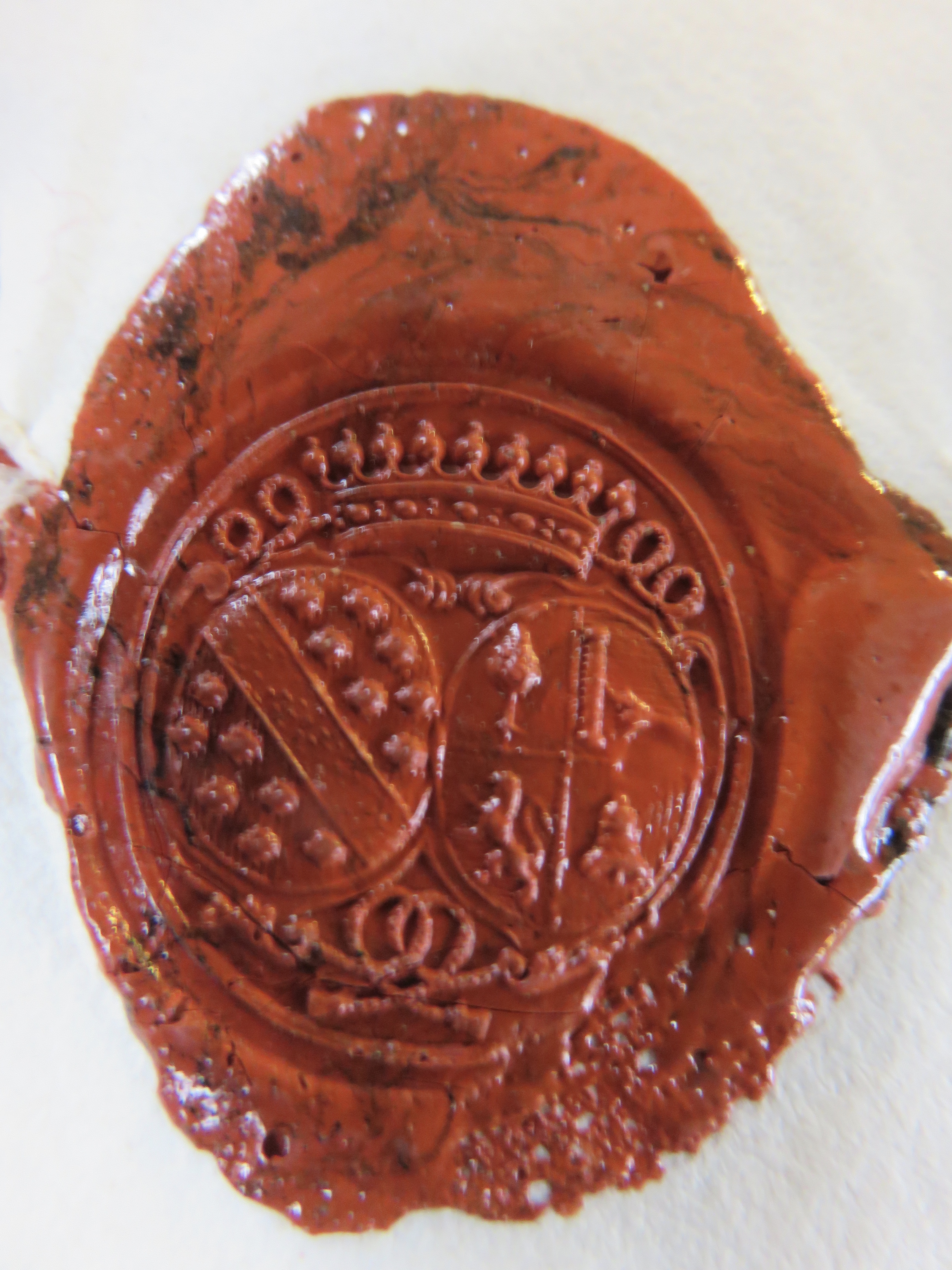
Armes de M. Peyrenc de Moras et de sa femme Marie-Anne Fargès de Polizy, tous deux anoblis. (Archives nationales, MC/ET/XCV/119)

Quelque temps après leur décès, le 18 mai 1728, le riche financier Abraham Peyrenc de Moras (1684-1732) achète aux héritiers les terres de Cherperine et de Clinchamp   moyennant 450 000 livres. Le château lui sert de maison de plaisance et héberge l'amour naissant de sa fille pour le gentilhomme désargenté Louis de Courbon qu'elle épousera en secret. La propriété passe à la mort des parents au fils cadet, Alexandre-Louis, marquis de Saint-Priest et conseiller au Parlement de Paris. Devenu comte de Clinchamp et seigneur de Cherperine, il exerce le 6 janvier 1756 son droit de retrait féodal au titre de suzerain direct du manoir de la Pillardière, c'est-à-dire qu'il réunit le manoir à sa propriété en remboursant l'acheteur, notaire à Bellême. Il meurt sans alliance le 28 décembre 1767. Son frère, François-Marie Peyrenc de Moras, marquis de Grosbois et secrétaire d'État de Louis XV, hérite de Cherperine aux termes du partage avec sa sœur. Il  revend la seigneurie 800 000 livres, le 16 mars 1769, à François de Nogué.
François de Nogué (1727-1798) est un riche négociant originaire du Béarn qui a épousé en novembre 1749 Jeanne-Oroise de Laborde (1717-1792), sœur du marquis Jean-Joseph de Laborde, fermier général et banquier du roi Louis XV. De 1769 au lendemain de la Révolution, la famille Nogué se partage entre son hôtel parisien de la rue d'Artois et son château du Perche. Celui-ci échappe aux confiscations révolutionnaires. La famille n'est pas pour autant épargnée par la guillotine. Elle se perpétue en l'unique fils survivant, François-Joseph de Nogué (1754-1818) auquel succède son fils François-Marie-Joseph-Adolphe (1804-1853) qui décède au château. Le patronyme familial se perd avec la naissance de deux filles. Michelle-Françoise-Laurence (1843-1873), en épousant en 1862 le comte de la Ferronnays (1833-1875), fait entrer le château dans la famille de son mari. 
Ce dernier le vend au comte de Lévis-Mirepoix (1846-1928), maire d'Origny-le-Roux et député de l'Orne de 1885 à 1910. Le château appartient toujours à la famille. 
L'appellation Chère Perrine s'est substituée à l'ancienne orthographe du XVIe siècle Cherperigne ou Cherperyne et à celle du XVIIIe siècle Cherperine. Elle a suscité bien des fantasmes. Selon les rumeurs, l'ancien castel a abrité les rencontres d'Henri IV et de Gabrielle d'Estrées et le château les amours du grand Dauphin et de Mme des Alleurs (ce dont on peut douter car le Grand Dauphin, Louis de France, a été victime d'une attaque d'apoplexie en 1701. Les plans du château sont de 1704. Le comte de Moucheron, auteur de l'article sur le château dans l'ouvrage La Normandie monumentale et pittoresque, ajoute cette note en bas de l'article: 
"Ce joli nom de Chèreperrine a fait supposer que la demeure qui le porte avait été construite par le Grand Dauphin pour Périnette, sa maîtresse. On a vu que les choses remontent beaucoup plus haut. En fait d'amours royales, le castel dont nous nous occupons et qui n'était alors qu'un rendez-vous de chasse perdu au fond des bois, n'a vu que celles d'Henri IV et de sa belle Gabrielle; nul ne saura quelle est cette chère Perrine dont le nom se trouve immortalisé et qui ne fut, elle-même, peut-être qu'un caprice local d'Olivier de Baraton."

## L'histoire des propriétaires du château auXVIIIesiècle

### Pierre Puchet des Alleurs (1643-1725)
Pierre Puchet, marquis des Alleurs et comte de Clinchamp, naît à Rouen en 1643 dans une famille parlementaire de noblesse récente. Il sert d'abord dans l'armée où il gravit les échelons. En 1672, il est enseigne au régiment des Gardes, en 1673 lieutenant, en 1691 major-général dans l'armée d'Allemagne, en 1693 commandeur de Saint-Louis, en 1702 maréchal de camp et deux ans plus tard, lieutenant général. En 1694, il épouse Marie-Charlotte de Lutzelbourg (1669-1721), fille d'un colonel et sœur d'un général. M. de Saint-Simon, si acerbe d'habitude, dit de lui: " Des Alleurs était un normand de peu de chose, fait à peindre et de grande mine qui lui avait fort servi en sa jeunesse. Il avait été longtemps capitaine aux gardes et il servit toute cette guerre de major général à l'armée du Rhin, et l'était excellent. À la longue, il devint lieutenant général et grand-croix de Saint-Louis. C'était un matois doux, respectueux, affable à tout le monde et qui le connaissait bien; il avait de la valeur et beaucoup d'esprit, du tour, de la finesse, avec un air toujours simple et aisé. Il s'amouracha à Strasbourg, où il était employé les hivers, de Mlle de Lutzelbourg, belle, bien faite et de fort bonne maison, laquelle avait eu plus d'un amant, et qui, n'ayant rien vaillant que beaucoup d'esprit et d'adresse, voulut faire une fin comme les cochers et fit si bien qu'elle l'épousa."

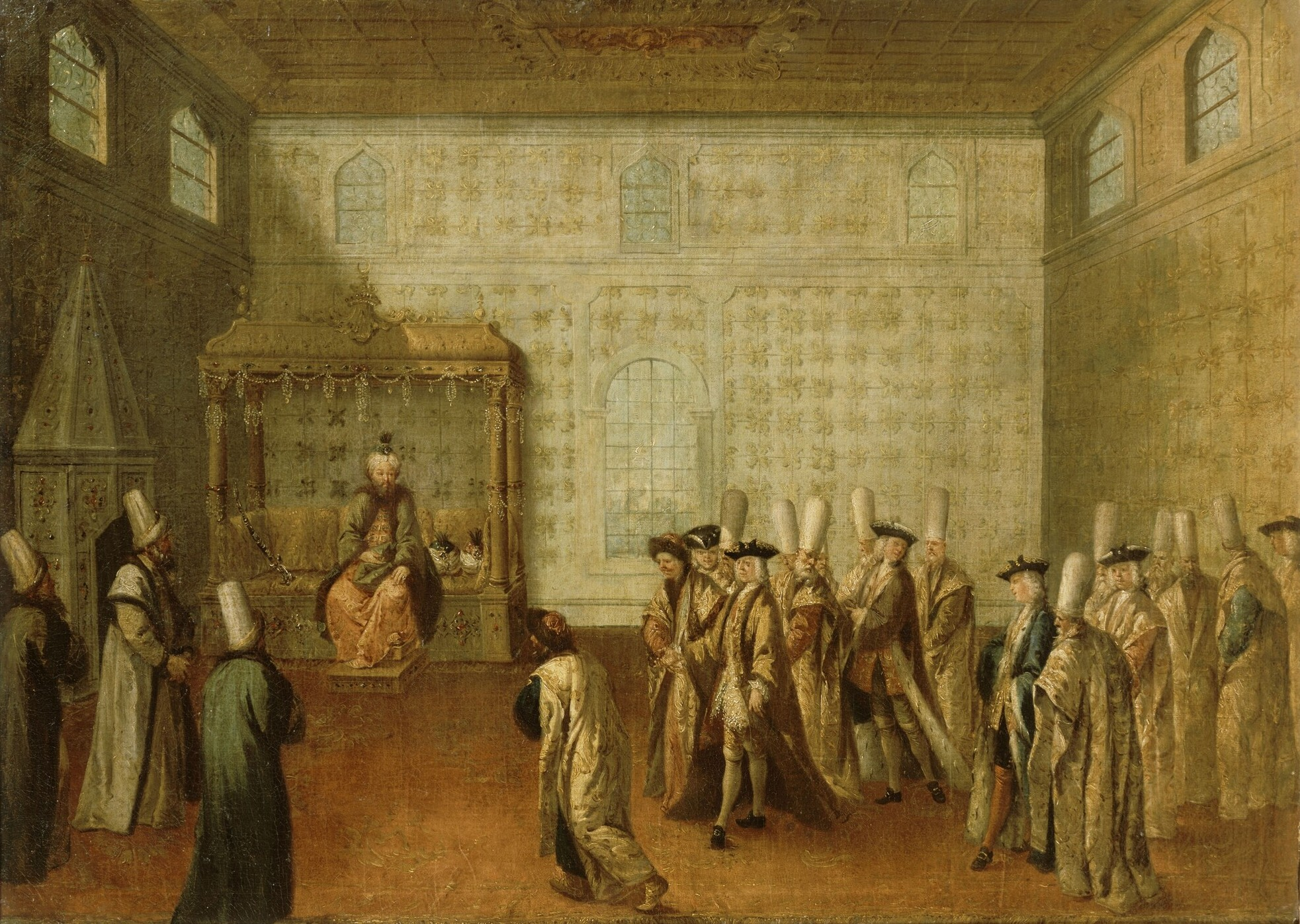
Cérémonie du Grand Vizir Ahmed III accueillant en 1699 Charles de Ferriol, le prédécesseur de Pierre Puchet des Alleurs. (tableau de Jean-Baptiste Van Mour)

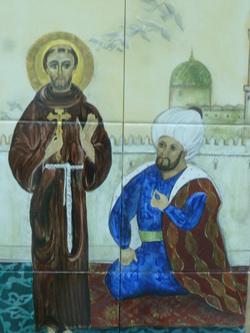
Saint François d'Assise rencontre le sultan Malik al Kamil en 1219. (Céramique dans l'église Saint-Louis des Français à Istanbul)

En 1697, Pierre Puchet des Alleurs entame une carrière d'ambassadeur à Berlin. Il est envoyé de 1698 à 1701 auprès des électeurs de Bavière, de Liège et de Cologne.  
Ratisbonne, le 17 Avril 1702: « L'envoyé de Votre Majesté  [Des Alleurs] m'en a presque en même temps adressé exemplaires imprimés et ils ont été aussitôt distribués ici d'une manière que je crois qu'ils auront depuis passé de main en main à la plupart des Ministres de la Diète.»
En 1704, il remplit une mission auprès de Ragotzky, prince de Transylvanie, auquel il remet les subsides du roi de France. Encore en Hongrie, il reçoit l'ordre de rejoindre Constantinople où il est ambassadeur de 1711 à 1716. Sa nomination à la Sublime Porte, il la doit à son adresse dans ses précédentes missions mais aussi  aux intrigues de sa femme à Versailles à qui on reconnaît un esprit du diable. À Constantinople, il représente les intérêts politiques et commerciaux du roi et de France, il est aussi chargé de la protection des jésuites, des capucins et en général de toutes les missions catholiques dans le Levant. Las du climat et se faisant vieux, M. des Alleurs demande à revenir en France où on lui octroie le gouvernement de la ville et du château de Laval. Sa femme meurt à 53 ans, le 28 février 1721, et lui, quatre ans après, à l'âge de 82 ans. Par son testament, il ordonne que son cœur soit porté aux Capucins de Péra, faubourg de Constantinople et quartier des ambassades. Il laisse trois enfants dont l'un, Roland Puchet, reprend le flambeau comme ambassadeur en Pologne et à Constantinople. 

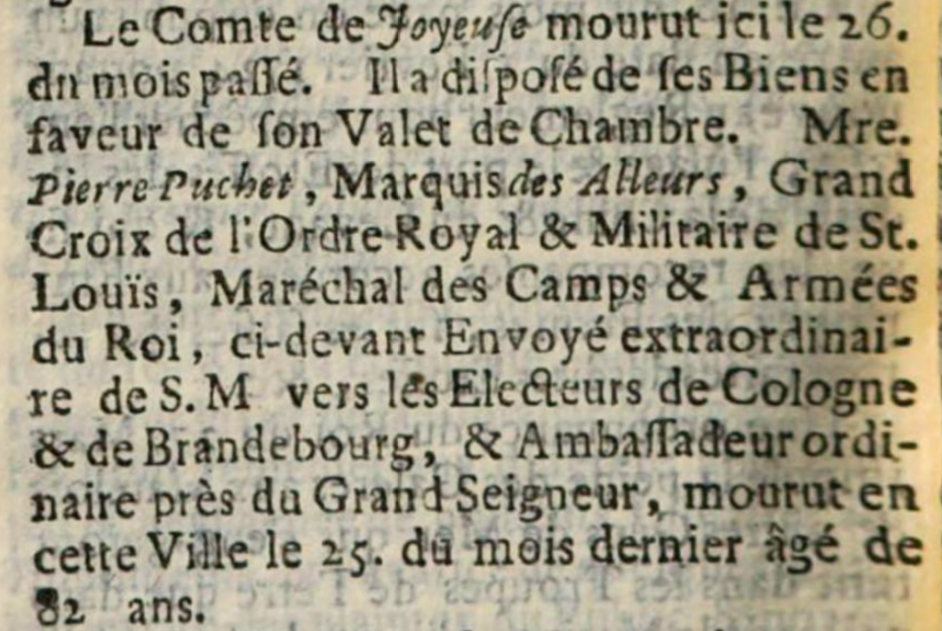
Pierre Puchet des Alleurs

"Le Comte de Joyeuse mourut ici le 26 du mois passé. Il a disposé de ses biens en faveur de son valet de Chambre. Mre Pierre Puchet, Marquis des Ailleurs, Grand Croix de l'Ordre Royal & Militaire de St. Louis, Maréchal des Camps & Armées du Roi, ci-devant Envoyé extraordinaire de S. M. vers les Électeurs de Cologne & de Brandebourg, & Ambassadeur ordinaire près du Grand Seigneur, mourut en cette ville le 25 du mois dernier, âgé de 82 ans."

### Abraham Peyrenc de Moras (1684-1732)

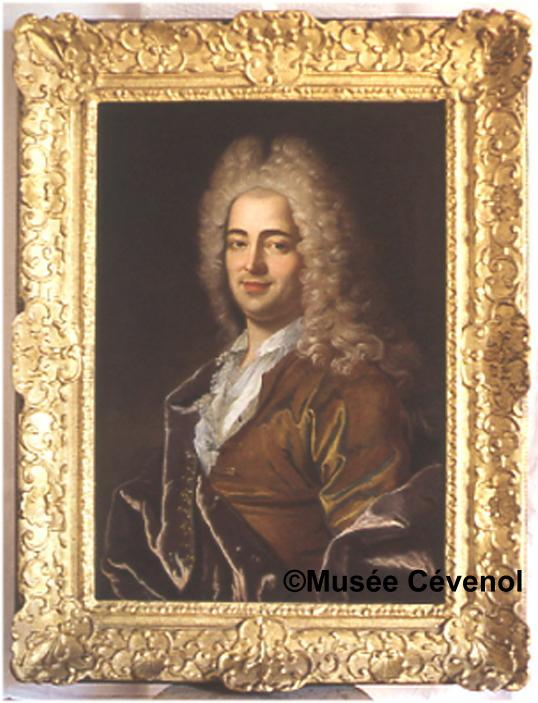
Abraham Peyrenc de Moras (Musée du Vigan)

Abraham Peyrenc naît près du Vigan, d'une famille protestante et roturière. Parti de rien, il s'enrichit  grâce au système de Law et place judicieusement sa fortune dans l'achat de nombreuses terres, dont trois marquisats. Il accède au statut de banquier et à la fonction de commissaire du roi auprès de la Compagnie des Indes. Anobli en 1720, il prend le patronyme de son premier marquisat et devient le financier Peyrenc de Moras. Il fait bâtir sur la place Louis-le-Grand deux immeubles par l'architecte Jacques Gabriel et en cède un au marquis des Alleurs pour en jouir de son vivant et pour partie du prix sur la terre de Clinchamp achetée 450 000 livres. Le château de Cherperine n'est qu'un de ses nombreux châteaux, il lui sert de résidence de campagne. Les Peyrenc  semblent s'être contentés des meubles laissés par les héritiers des Alleurs. Lors de l'inventaire après décès de M. de Moras , le mobilier n'est estimé que 14 719 livres. On est loin du luxe de leur résidence parisienne, rue de Varennes. Les seuls objets précieux sont des tables de marbre, des indiennes, un grand tapis de Turquie, un tapis de Vincennes à 500 livres et une tapisserie à 600 livres. Son fils Alexandre-Louis se charge de renouveler le mobilier puisqu'en 1769, il s'élève à 28 903 livres.

### François de Nogué (1727-1798)
Tout comme son prédécesseur, François de Nogué est de noblesse récente et se rattache au monde de la Finance. Fils d'un secrétaire du roi au Parlement de Pau, il est seigneur d'Arudy, Sévignac et Meyrac, banquier et négociant à Bayonne, premier échevin de la ville admis aux États de Béarn le 24 avril 1764. C'est dans cette ville que Jean-Joseph de Laborde a fait son apprentissage du commerce et s'est adjoint les services de François de Nogué dans ses opérations commerciales et financières. D'abord son associé puis son représentant à Bayonne, il devient son beau-frère en épousant Orosie de Laborde qui lui donne cinq enfants. Il achète la charge de conseiller au Parlement le 3 mars 1779 contre 50 000 livres. De lui, on dit qu'il est "très estimable, un homme doux et sage qui n'a rien des airs importants ni aucun des ridicules du frère de sa femme. Pour les Nogué, Jean-Joseph de Laborde, l'un des hommes les plus riches de France, est un atout majeur pour assurer de belles alliances à leurs enfants . Les contrats de mariage ne se font pas chez le notaire mais à leur domicile parisien situé rue d'Artois ( aujourd'hui rue Lafitte), à deux pas du siège seigneurial de la Grange Batelière. Les Nogué payent chaque année le cens à Anne-Louis II de Pinon, vicomte de Quincy. Leur fille Marie-Anne épouse en 1779 Anne-Louis III. Le jeune couple pèse près d'un million et demi de livres. 
Le sort s'acharne malgré tout sur la famille. Le couple Nogué voit ses enfants mourir les uns après les autres: leur fils aîné, Jean-François, conseiller au Parlement de Paris, meurt à l'âge de 25 ans en octobre 1779, leur fille Marie-Anne le suit de près, après avoir mis au monde une petite fille, puis c'est au tour de Jeanne en 1785, à l'âge de 30 ans, et d'Anne-Marie Thérèse en 1786, à l'âge de 35 ans. Le fils cadet, François-Joseph, "d'une surdité extrême et encore plus infirme d'esprit que des oreilles " n'est pas apte à faire la carrière de son frère aîné. Il se retire dans le Béarn et vit à Oloron chez son oncle dont il a épousé la fille en 1788.

## Le château

### La commande faite à un jeune architecte parisien
Au début du XVIIIe siècle, le manoir vendu par Claude de Fontenay au marquis des Alleurs est une construction fort simple composée de six pièces tant basses que hautes, d'un grenier au-dessus, d'une cuisine, d'un office et de deux antichambres. Il y a deux écuries, une remise de carrosse, une chapelle dédiée à Saint-Georges, une terrasse, le tout clos de muraille, fossés et pont-levis. Au-delà s'étendent les jardins, les bois et futaies, les allées, une avenue, la terre du val, de Lajarria, le moulin à blé, le bordage d'Origny, la tuilerie, trois étangs, le lieu du Tronchay. La vente se fait moyennant 74 000 livres. 
L'architecte Pierre-Alexis Delamair (1676-1745) va vite transformer ce manoir d'un autre temps en un château de belle allure. Nous en connaissons les plansgrâce au recueil de dessins qu'il présente à l'Electeur de Bavière en 1714, soucieux d'obtenir une commande pour le château de Schleiβheim. Ce recueil regroupe quelques-unes de ses œuvres. Dans la capitale, on lui doit les hôtels de Chanac-Pompadour (1705), de Rohan (1704-1709) et de Soubise (1704-1710) actuellement siège historique des Archives Nationales, et dans les provinces, le Palais de Rohan à Strasbourg (1705-1708) ainsi que quelques châteaux comme celui de Dangeau en Eure-et-Loir. Les rumeurs vont bon train. L'une dit que le prince de Rohan a réglé la dépense du remaniement de l'hôtel de Guise avec l'argent donné à son épouse, Anne Rohan-Chabot, par Louis XIV dont elle a été la maîtresse. L'autre insinue que Cherperine a été offert par le Grand-Dauphin à Mme des Alleurs. Il est permis d'en douter tant il était avare vis-à-vis de Mlle Choin qui, de maîtresse, devint son épouse. Si même c'était vrai, on pourrait conclure: Heureux maris trompés dont les femmes ont su parvenir à la couche royale! 

### Les plans du jardin et du château

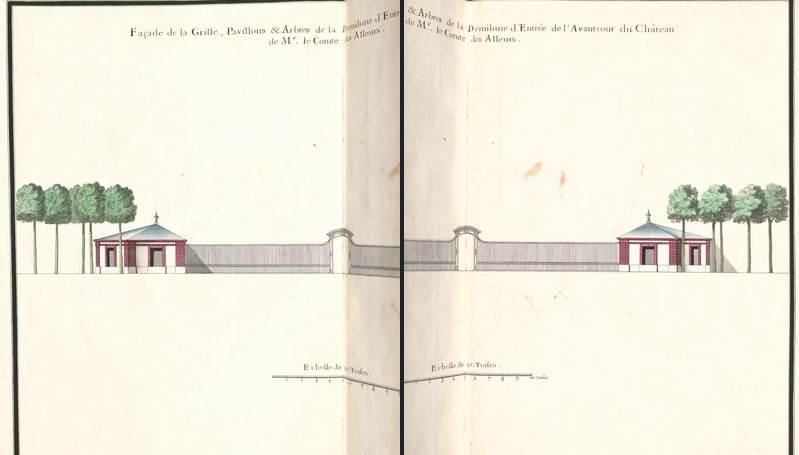
Entrée de l'avant-cour en demi-lune flanquée de ses deux pavillons (BSB)

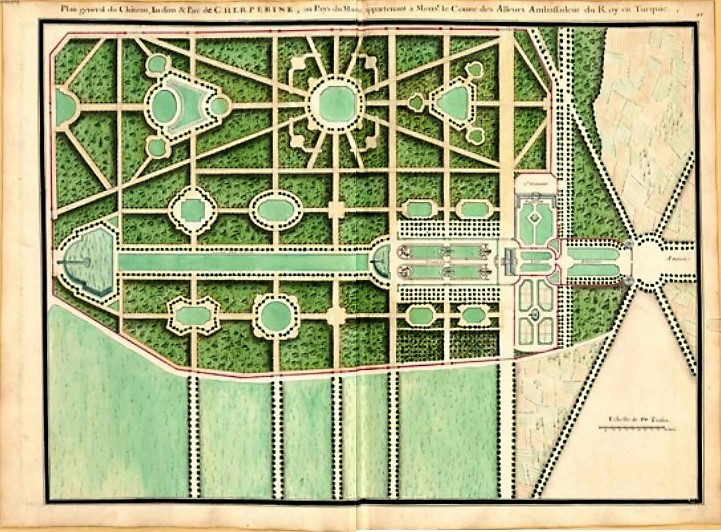
Plan général du château, jardins et parc de Cherperine (Bayerische Staatsbibliothek)

Laissons là les rumeurs et commençons par le plan général et l'entrée du château. Une grande allée bordée d'une double rangée d'ormes mène par la forêt de Clinchamps à la grille d'entrée du château flanquée de ses deux pavillons aux parements de briques. On accède au château après avoir traversé l'avant-cour et la cour d'honneur encadrée de deux corps de dépendances qui ne figurent pas sur le plan mais sur les inventaires. Du même côté que la chapelle, la salle de bains des maîtres proche des réservoirs d'eau, le logement du concierge et du régisseur, les chambres de domestiques, une chambre à peinture dans le petit grenier, la lingerie et la boulangerie. Dans la basse-cour, un peu en retrait, d'autres bâtiments comme la maison du jardinier, une infirmerie, une pièce pour faire les lessives, un bûcher, une écurie, une étable avec six vaches, deux poulaillers, une autre écurie avec un abat-foin, une fuie sans pigeons. De l'autre côté, la sellerie, les écuries et la chambre du cocher avec grenier. Plusieurs jardins, potagers et vergers ainsi qu'une pépinière. Des pièces d'eau, une fontaine, le pré des marais avec la glacière et le pré des îles ainsi que des étangs. Le parc est enclos de fossés et de haies, orné de parterres et de jardins en quinconce. 

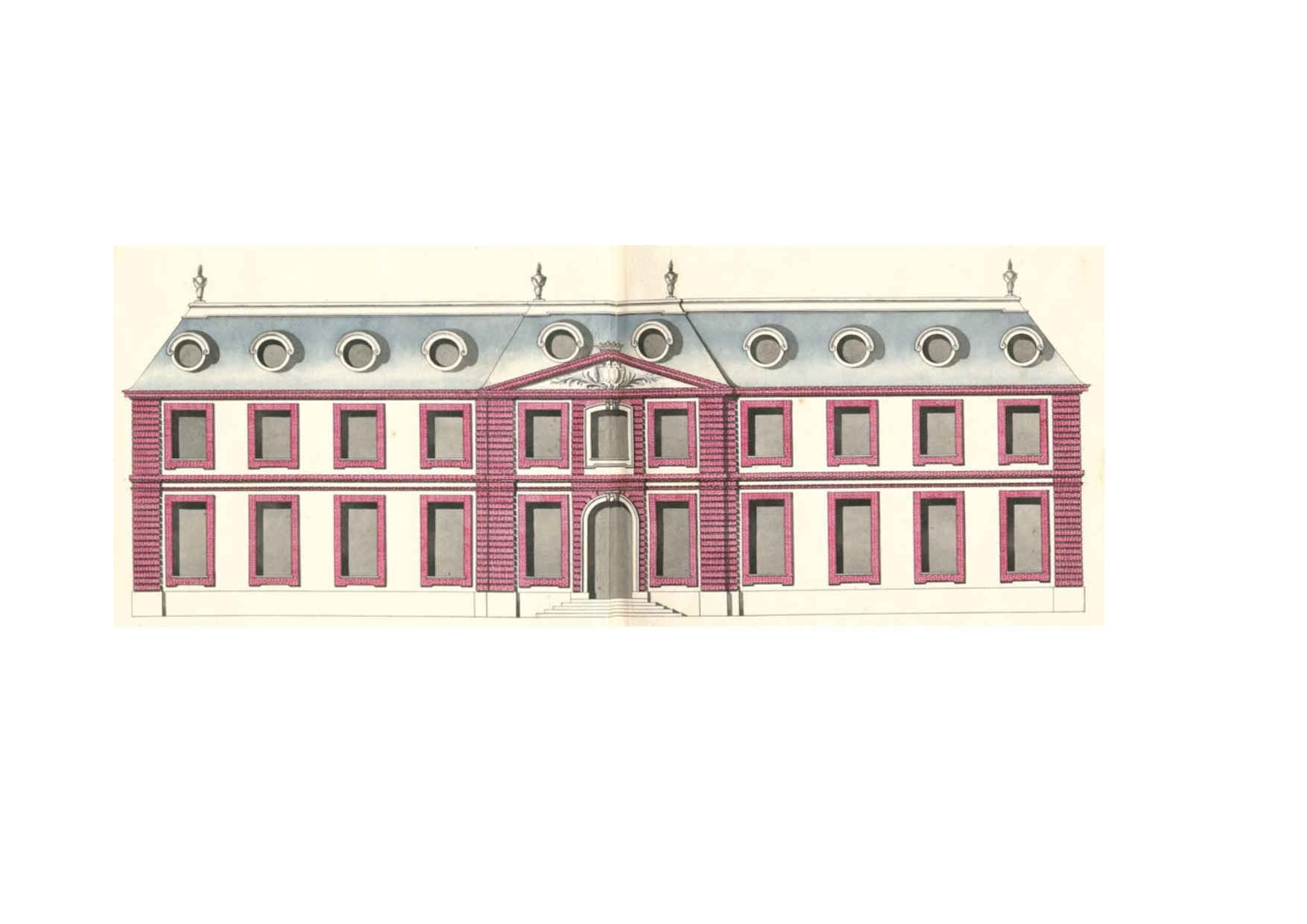
Reconstitution de la façade du château de Cherperine à partir du dessin sur deux feuilles. (BSB)

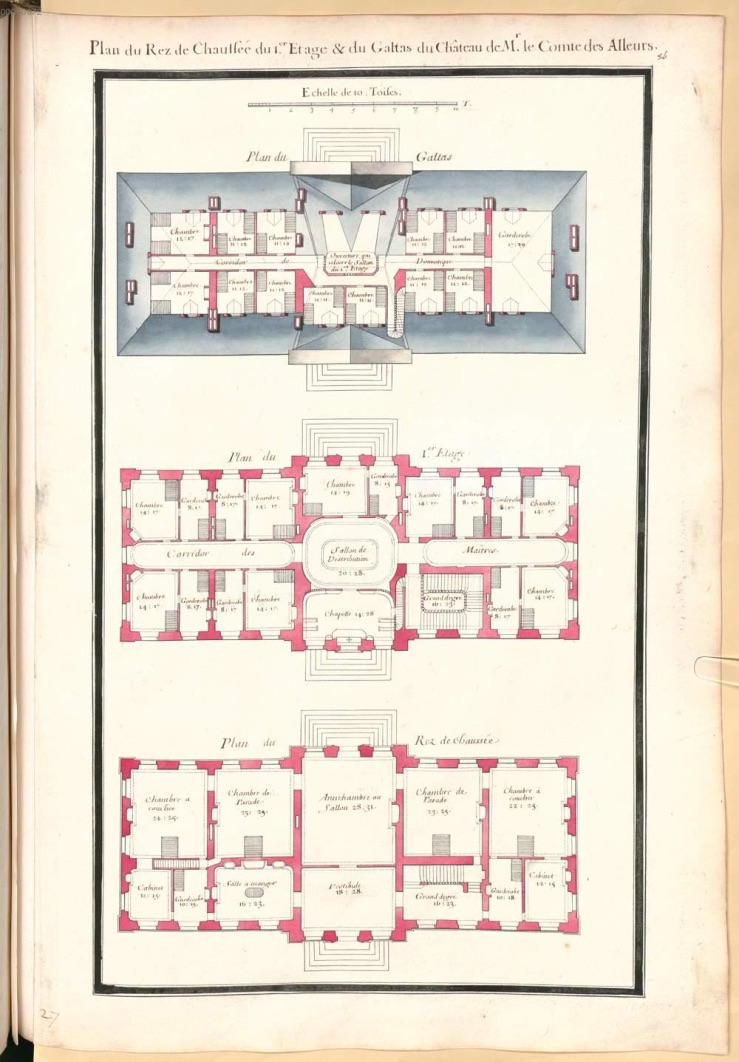
Plan des étages (BSB)

Le château a tout d'une résidence somptueuse. Il est composé d'un avant-corps central (dénommé "le gros pavillon" dans les actes notariés), surmonté d'un fronton triangulaire et flanqué de deux ailes à quatre travées sur deux étages, le tout coiffé d'une toiture ornée de pots-à-feu et percée d'une série de lucarnes en œil de bœuf. Nul doute, vu les actes notariés, que le château a été construit entièrement à l'époque de M. et Mme des Alleurs, contrairement à ce qu'a pu supposer le marquis de la Jonquière. Le rez-de-chaussée et le premier étage sont les étages nobles tandis que l'étage sous le toit est réservé aux domestiques, à part ceux qu'on veut avoir constamment sous la main et qui sont logés à l'entresol: Julie, la femme de chambre de Mme de Moras, au-dessus de son appartement, et Danjou, le maître d'hôtel, juste au-dessus de l'appartement de Monsieur. 
Le plan des étages nous renseigne sur la disposition des pièces et leur nombre. On accède au vestibule du château par un perron de quelques marches. À droite du vestibule, on entre dans la salle à manger dont les baies donnent sur la cour d'honneur. Le salon central donne côté jardin, le grand appartement de Madame, aussi. Il comprend une chambre, une chambre de parade, un cabinet et une garde-robe  A gauche, après avoir dépassé le grand escalier, on pénètre dans l'appartement de Monsieur. Au premier étage, le couloir central éclairé à chaque extrémité et en son milieu par des baies dessert huit chambres de maîtres avec chacune un cabinet. La chapelle qui occupe la place centrale n'a pas été édifiée puisqu'il en existait déjà une. Le deuxième étage sous les combles contient douze chambres de domestiques. 

## A la Révolution

### L'attitude conciliante de M. de Nogué
En juillet 1789, l'agitation gagne les campagnes et la journée se passe à aller dans les châteaux et maisons religieuses des environs, faire des perquisitions et offrir des cocardes. M. de Nogué est en son château et voici ce qu'on relate: "Monsieur de Nogué, beau-frère de M. de Laborde, qui est dans ce moment dans son château à quelques distances d'ici, est dans les transes les plus cruelles; il craint une descente, surtout depuis que les paysans qu'il priait de le garder lui ont répondu fièrement: " Prenez les armes et venez avec nous."

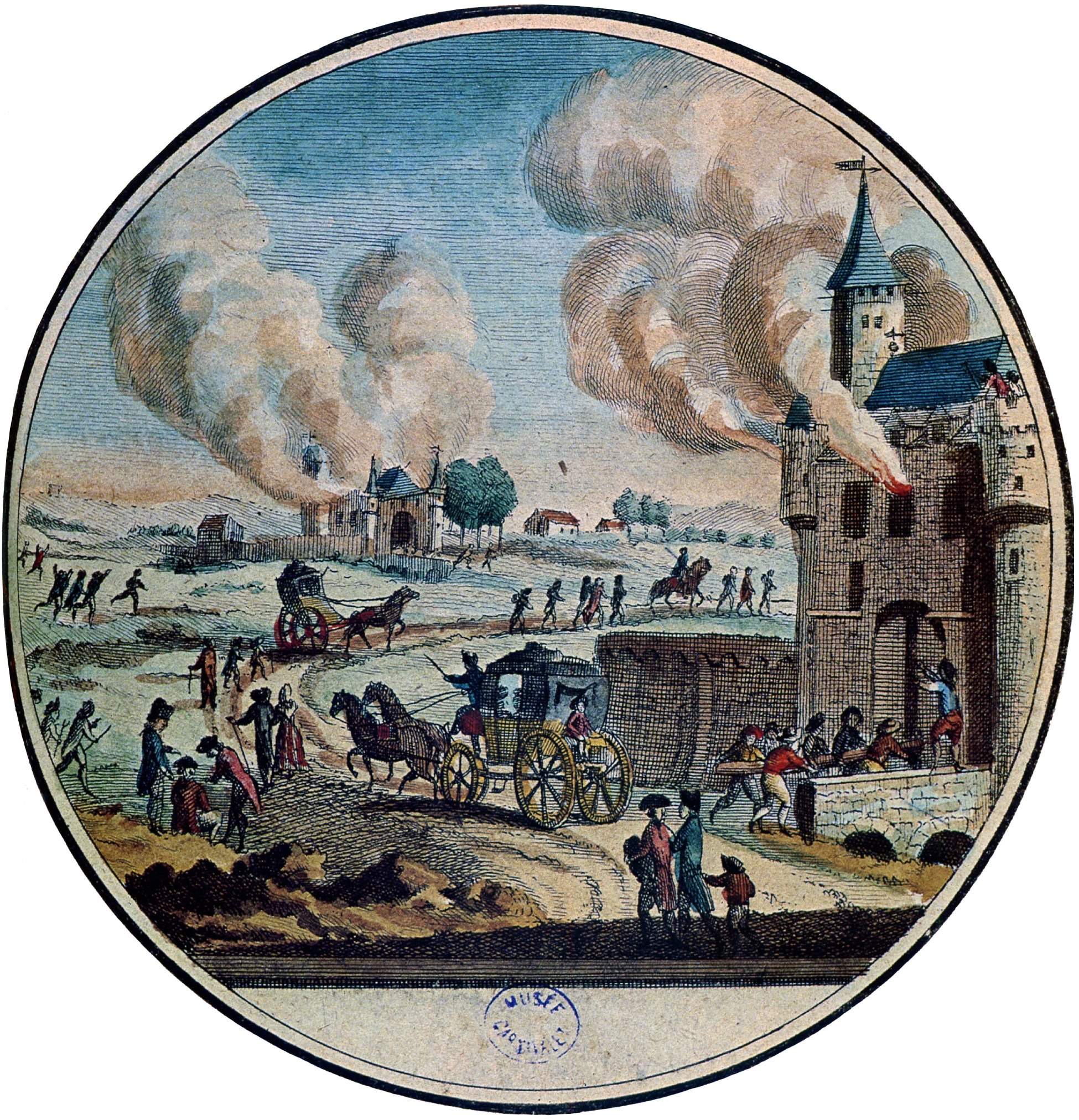
La Grande Peur de l'été 1789 (Musée Carnavalet, Paris).

La récolte de blé a été catastrophique, le prix du pain a grimpé en flèche, entraînant la disette, la mendicité et les émeutes sur les marchés. Les autorités de Mamers, à la suite de la délibération du 21 décembre 1789, prévoient des distributions de pain et de bois pour les pauvres de la ville. Elles sont en état de pourvoir à cette distribution dès le dimanche suivant, le 7 janvier 1790. Le sieur de Nogué a chargé en effet son régisseur Bonnecase de leur remettre une somme de 3 000 livres sur les revenus de sa terre de Cherperine. Voici sa lettre: "Messieurs, je donne au sieur Bonnecase, régisseur de ma terre à Cherperine, l'ordre de vous remettre successivement et à mesure qu'il touchera mes revenus, une somme de trois mille livres pour aider à soulager les pauvres de votre ville qui excitent votre louable sollicitude. Je suis trop heureux, Messieurs, de pouvoir concourir à vos vues bienfaisantes dans un objet aussi digne de votre humanité, je satisfais mon cœur et il me procure l'occasion de vous exprimer les sentiments d'intérêt dont je suis pénétré par tout ce qui peut contribuer à la tranquillité et à la prospérité de votre ville et le profond respect avec lequel je suis, Messieurs, votre très humble et très obéissant serviteur."
Le dernier compte des recettes des terres de Cherperine et de Clinchamp établi par le régisseur le 15 octobre 1791, avant le recouvrement des fermages, fait état d'une recette de 58 427 livres contre une dépense de 58 793 livres. En juillet 1792, la violence reprend dans la région, elle est en lien cette fois avec la situation nationale: déclaration de la patrie en danger et trahison du roi. La terreur populaire frappe ceux qui sont jugés responsables du départ des jeunes pour la défense de la patrie et qui semblent une menace pour l'arrière: les nobles et les prêtres réfractaires. On moleste, on massacre et on assaille les châteaux où l'on brûle les titres féodaux.

### L'inventaire du château en 1792
Mme de Nogué meurt de mort naturelle à Paris, le 3 avril 1792, à l'âge de 75 ans. Son mari fait procéder à l'inventaire du château en mai . Il est quasiment identique à celui de 1769. Les meubles et la vaisselle sont estimés à 29 444 livres. Si les tiroirs et les armoires ont été vidés, les archives avec les titres de propriété sont toujours au château. Nous nous attacherons seulement à quelques détails significatifs de la vie dans un château au XVIIIe siècle. 

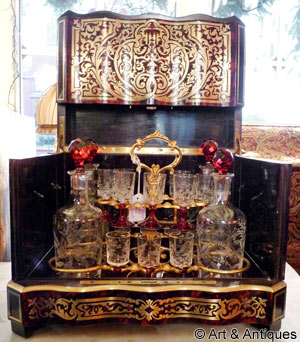
Cabaret ou cave à liqueurs

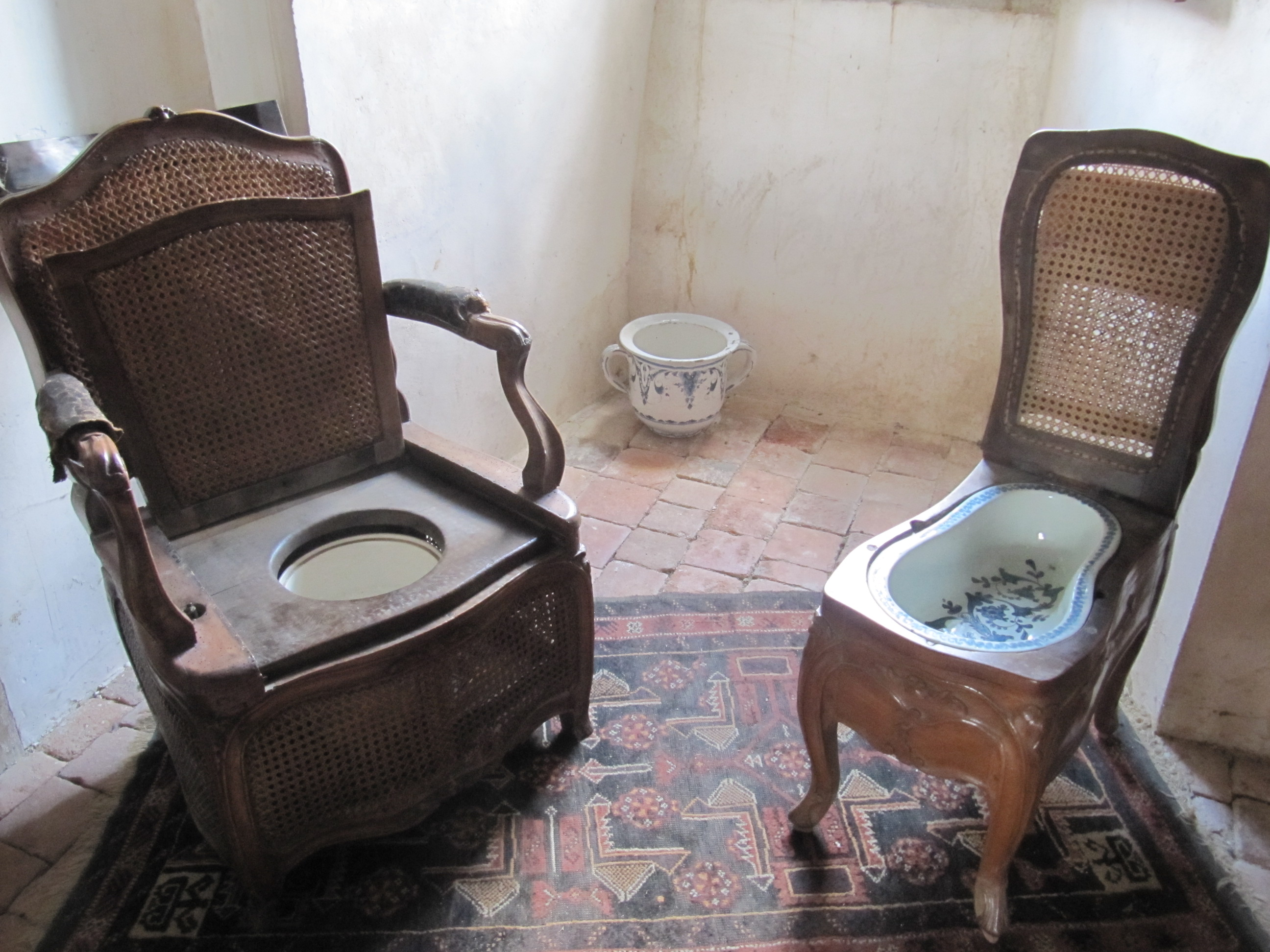
Fauteuil à l'anglaise et bidet

La salle de bains possède désormais deux baignoires de cuivre, l'une peinte en rouge, l'autre en vert, recouvertes de leur chemise de toile blanche. En plus du bidet, de la chaufferette, il y a une petite table à écrire, une bergère et un lit en alcôve avec courtepointe en damas jaune et couverture de soie blanche. Si elle se situe dans les communs, c'est que les réservoirs d'eau sont proches et qu'il suffit de chauffer l'eau. Dans la chapelle, à côté, on trouve quatre fauteuils à la Reine et cinq prie-Dieu, les chasubles du prêtre sont dans les armoires de la lingerie. La cuisine et l'office dénombrent 13 cafetières de fer blanc, 2 cafetières de laiton, 3 bouilloires du levant, 1 théière et 8 petits cabarets. La chambre de Madame aux tons rouge et jaune contient un grand lit à la prussienne de damas cramoisi, un grand canapé de velours d'Utrecht, deux grandes bergères, six fauteuils et six chaises en paille, un clavecin noir, une commode à dessus de marbre et une table à écrire. En façade se trouvent le cabinet de propreté et la garde-robe. Dans la boiserie du cabinet est encastrée une bibliothèque comprenant 324 volumes. C'est là que Madame a, summum du dernier cri, ses lieux à l'anglaise. Le fauteuil d'aisance à l'anglaise cache dans l'épaisseur de son dossier un réservoir en plomb contenant de l'eau qui s'écoule grâce à l'action d'une manette ou "pipe" dans un seau en faïence. La salle de billard qui n'existait pas auparavant possède en plus du billard, une table à jeu au Trou-Madame, un loto dauphin, un tric-trac, quatre autres tables de jeu, un damier, un jeu de l'oie et une lunette d'approche. À l'étage, toutes les chambres disposent d'un réchaud et d'une bouilloire et sont dotées d'un cabinet avec toilette de campagne (table de toilette surmontée d'un miroir)  et d'une chaise percée. Plusieurs sortes de lit: à la polonaise, à baldaquin ou à la duchesse. Sous les combles, on ne trouve évidemment plus de lits et de traversins de plume, de couvre-pieds en soie blanche piquée, de courtepointes de damas  mais de simples paillasses, au mieux des matelas de laine, et pour la toilette, un pot à eau, une cruche et une cuvette. Une pièce qui sert de chambre-fruitier renferme des pots à bouillon et à confiture, deux glacières d'étain et seize paniers. 
Il faudra plusieurs jours au notaire accompagné du régisseur pour faire le tour du château et répertorier tous les actes de propriété. Si la terre de Cherperine avait une étendue de 250 arpents en 1505, elle contient maintenant 3000 arpents et une trentaine de fermes. 

### La Terreur
Aucune peine n'est épargnée à Monsieur Nogué après le décès de sa femme. L'année 1794 est terrible pour lui et les siens. La seule fille qui lui restait et qui, étant veuve de Jean-Marie Roslin d'Ivry, venait de se remarier avec Angélique-Michel Destat de Bellecourt, est conduite à l'échafaud, place de la Révolution, dans la même charrette que son mari et son oncle Jean-Joseph de Laborde, le 29 germinal an II, soit le 18 avril 1794. Puis c'est son gendre, Pierre-Philippe Bourrée de Corberon, le 18 mai 1794, le père de son gendre et le 7 juillet, son petit-fils, Armand, âgé de 16 ans, condamné lui aussi comme conspirateur. Le même jour, meurt son troisième gendre, Guillaume-Joseph Dupleix de Bacquencourt. Le seul de ses gendres qui reste en vie, miraculeusement oublié dans sa geôle pendant 11 mois, est Anne-Louis Pinon III.

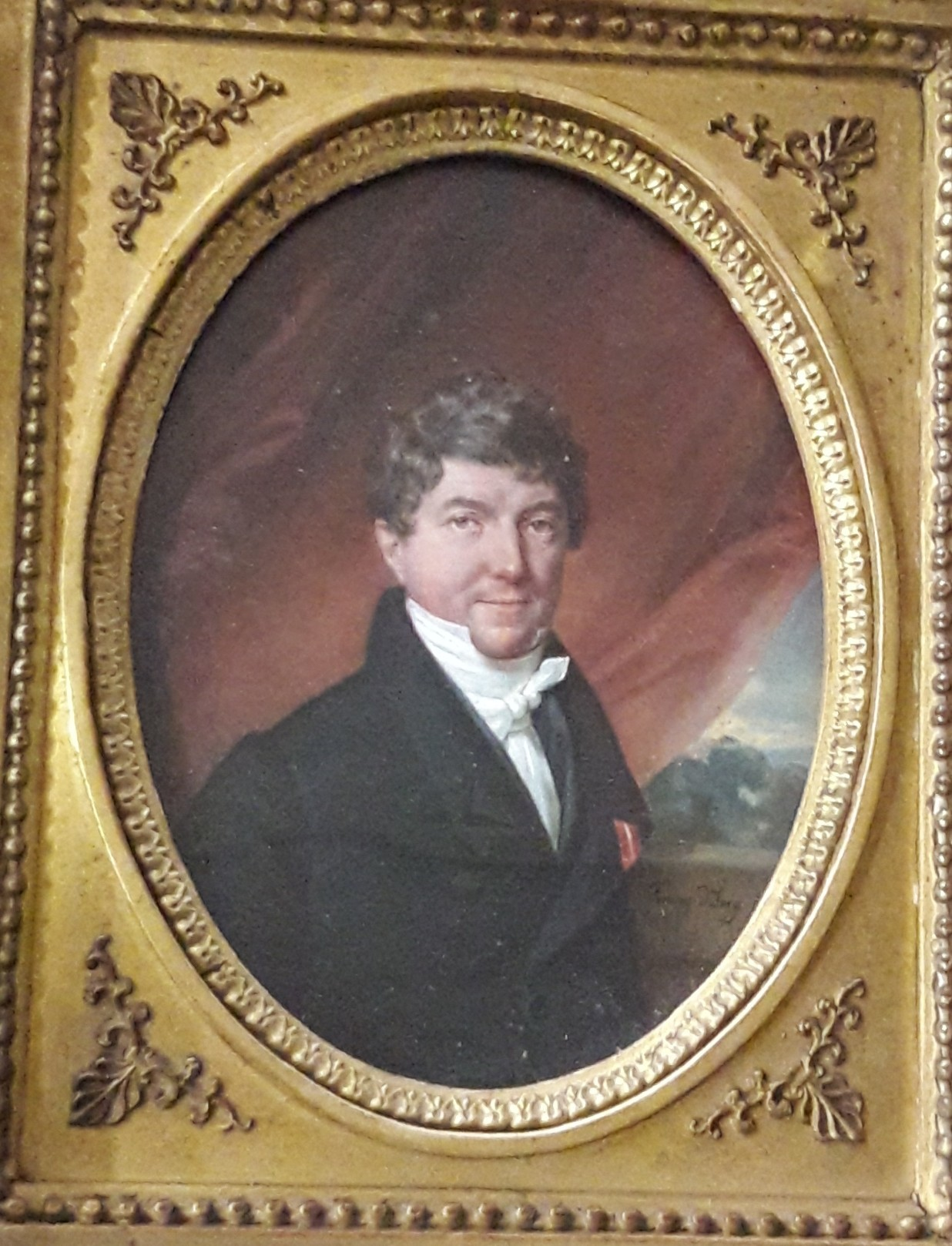
Jean-Baptiste Roslin d'Ivry (1775-1839)

Rien ne sert de nier les chefs d'accusation de conspiration avec l'Angleterre et autres nations ennemies. Les accusés se savent condamnés d'avance par le tribunal révolutionnaire, du fait de leurs origines et de leurs relations. Si aucun papier compromettant n'est trouvé dans l'appartement de Marie-Jeanne et de son mari, rue basse des remparts, c'est qu'ils ont été brûlés. Si Angélique-Michel Destat de Bellecourt est revenu de Russie où il a servi comme major de cavalerie de 1783 à 1791, c'est qu'il est l'agent secret de ce pays et qu'il effectue des missions aux ordres du tyran. Si sa femme est suspecte, c'est qu'elle a, comme belle-sœur et amie, Catherine-Denise Destat de Bellecourt, épouse Billens, et maîtresse du banquier Kerr.  Enfin, elle est la nièce de M. de Laborde qui a facilité l'émigration de son fils en mettant à couvert ses propriétés et en soustrayant à la nation sa collection de  chefs-d'œuvre. 

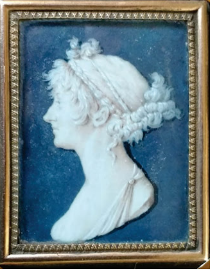
Anne-Marie-Rose-Louise Pinon (1770-1859)

De toute cette fratrie ne reste que François-Joseph. Son père, accablé de chagrin, meurt le 28 août 1798.  Lors du partage des terres de  Clinchamps  et Cherperine, cinq lots sont établis, à répartir entre François-Joseph et ses neveux et nièces ou petits-neveux: la plus âgée, Anne-Marie-Rose-Louise Pinon, suivie de Jean-Baptiste Roslin d'Ivry, incorporé au 6e bataillon du Calvados lors des premières réquisitions, puis parmi les plus jeunes, les deux neveux survivants  Bourrée Corberon, enfin les enfants de sa nièce, Augustine-Françoise Dupleix de Bacquencourt, mariée à Henri de Montesquiou-Fezensac et morte à 25 ans. Ce n'est pas le notaire de famille, Charles-Nicolas Duclos du Fresnoy qui rédige l'acte mais son successeur car la guillotine l'a fauché, lui aussi, dès février 1794.

## Le château de la fin duXIXesiècleauXXesiècle

### Le comte Félix de Lévis-Mirepoix

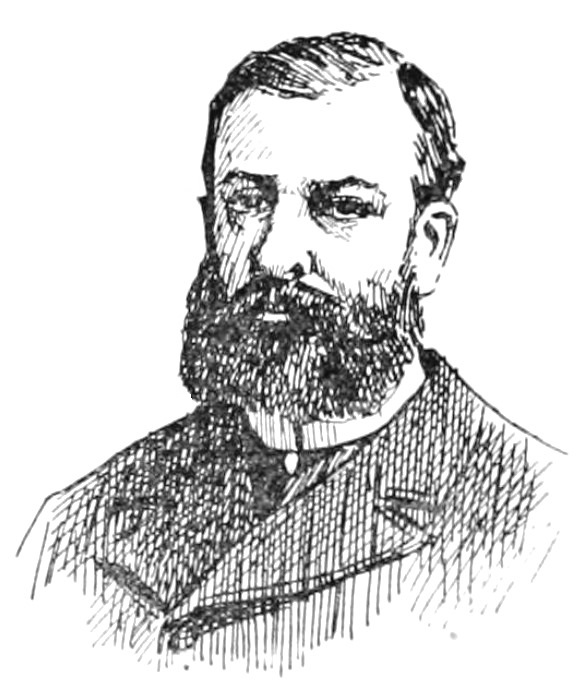
Adrien-Charles-Félix-Marie de Lévis-Mirepoix (1846-1928)

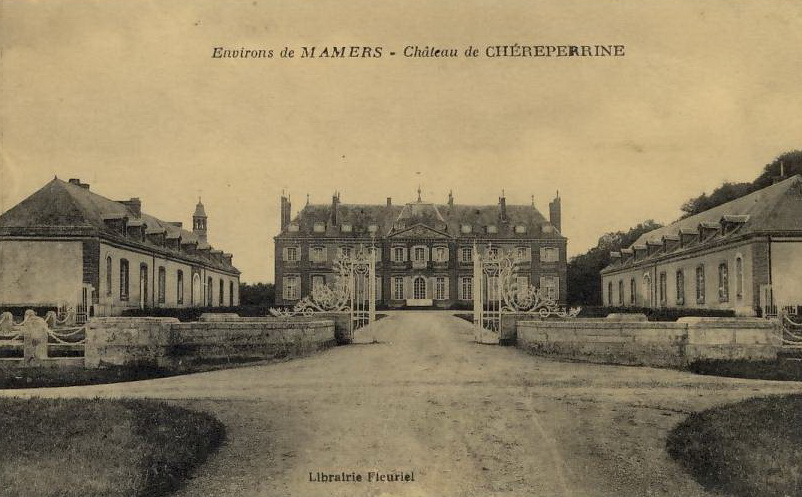
Le château de Chèreperrine avant l'incendie (Perche Gouët, Histoire).

Né à Paris le 1er mai 1846, Félix de Lévis-Mirepoix fréquente l'école de Saint-Cyr d'où il sort officier de cavalerie. Il donne peu après sa démission et fait la campagne de 1870 au 15e corps avant de se retirer dans l'Orne. En 1872, il épouse Marthe-Adelaïde-Albertine Pruvost de Saulty et s'adonne à la gestion de ses domaines dans l'Orne. Maire d'Origny-le-Roux de 1875 à 1902, il se présente plusieurs fois à la députation, comme candidat monarchiste. Ce n'est qu'en 1885 que porté sur la liste conservatrice, il est élu député de l'Orne. Il effectue six mandats consécutifs à l'assemblée nationale de 1885 à 1910. Fidèle à ses convictions monarchistes, il s'oppose à la politique des divers ministères radicaux en votant contre la loi sur l'enseignement primaire qui laïcise l'enseignement et contre la nouvelle loi militaire. Il se prononce ouvertement contre les poursuites engagées contre trois députés membres de la ligue des patriotes  et le général Boulanger.  Membre de plusieurs sociétés savantes et de la société archéologique de l'Orne, il s'occupe de la gestion agricole de son domaine et s'adonne à la chasse à courre. En 1883, il achète une scierie au bourg de Saint-Martin, qu'il modernise en achetant une machine à vapeur. Il y construit de nouveaux ateliers pour la production de sabots et de semelles de bois pour galoches qui seront à l'usage des soldats pendant la guerre 1914-1918. 
Il décède à l'âge de 81 ans, le 1er avril 1928, quatre ans après l'incendie de son château. C'est à cette date que l'hôtel Lévis-Mirepoix, situé dans le 7e arrondissement de Paris, est vendu à Mme de la Rochefoucauld, duchesse d'Estissac (actuelle fondation Custodia).

### Les conséquences de l'incendie de 1924

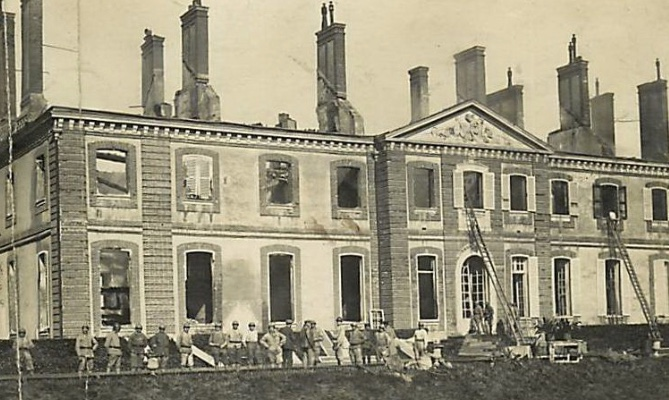
Le château de Chèreperrine après l'incendie de 1924 (Perche Gouët, Histoire)

Le quotidien L'Ouest Eclair, à la date du 10 octobre 1924, relate qu'un incendie déterminé par un feu de cheminée s'est déclaré au château de Chèreperrine et qu'il n'a pu être maîtrisé malgré l'intervention des pompiers, des gendarmes et du bataillon du 117e régiment d'infanterie. Malgré tout, on a pu sauver de précieuses tapisseries, des tableaux anciens et toute l'argenterie. Les dégâts sont évalués à plus d'un million. 
Quelque temps après, le château est reconstruit, amputé de deux travées de chaque côté de l'avant-corps et sans son étage sous toiture. La couverture est désormais dissimulée derrière une balustrade. L'intérieur a été très remanié et la disposition du rez-de-chaussée a été modifiée: à droite, côté cour, la salle à manger et côté parc, le grand et le petit salon; à gauche du vestibule, l'escalier de service descend à l'office tandis que le grand escalier monte aux sept chambres de l'étage. Au rez-de-chaussée, à droite, se trouvent les deux chambres de Monsieur et Madame avec salle de bains. 

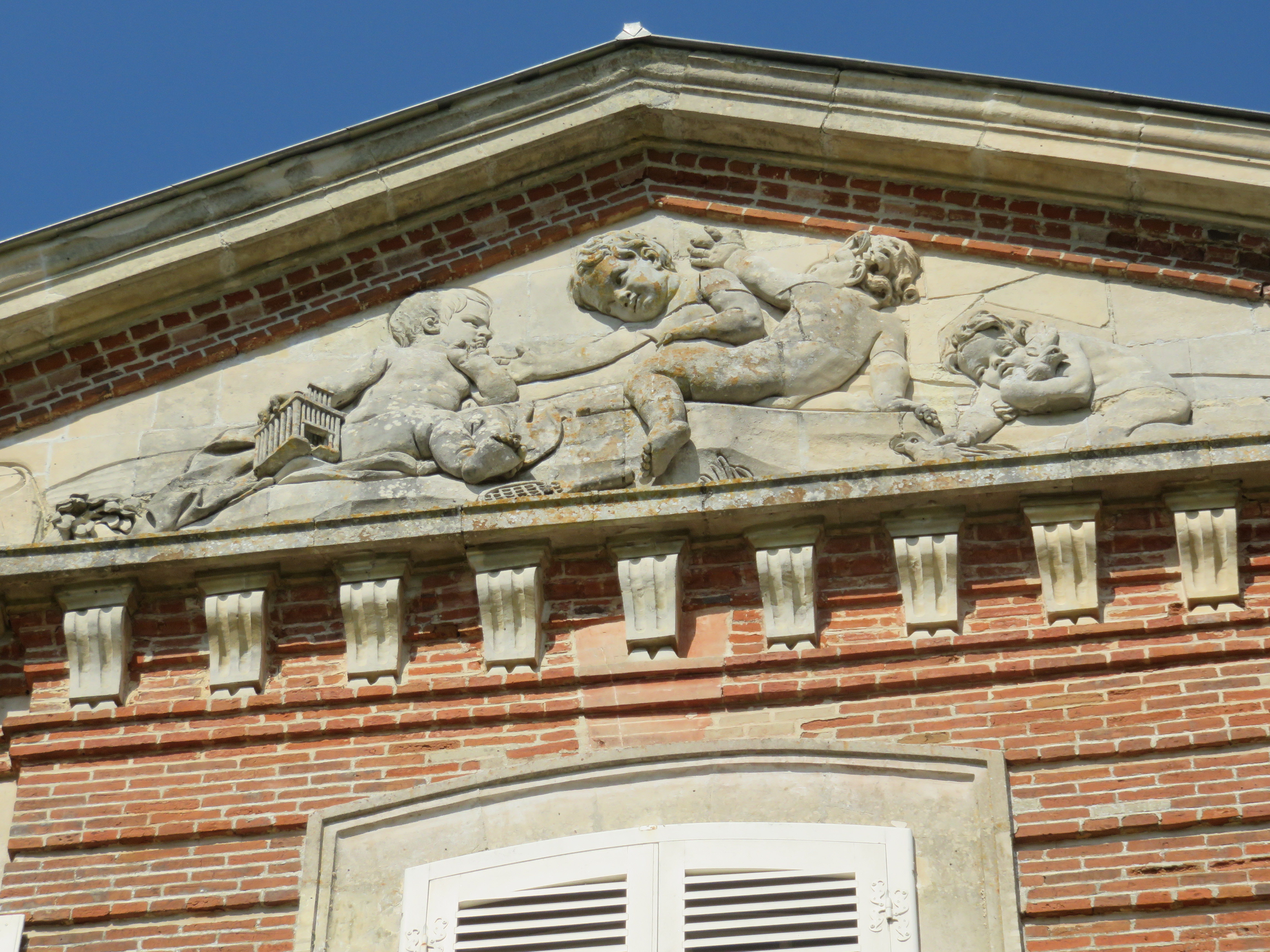
Fronton sud d'origine, côté parc.

Extérieurement, l'avant-corps a conservé son fronton triangulaire d'origine, côté sud avec un bas-relief représentant quatre enfants jouant. Le fronton nord est à la gloire de la famille Lévis-Mirepoix. L'entrelacs des initiales familiales est surmonté de la couronne de marquis, la devise Dieu ayde au second chrestien Lévis rappelle que l'ancêtre des Lévis-Mirepoix aurait été baptisé par saint Rémi juste après Clovis. 

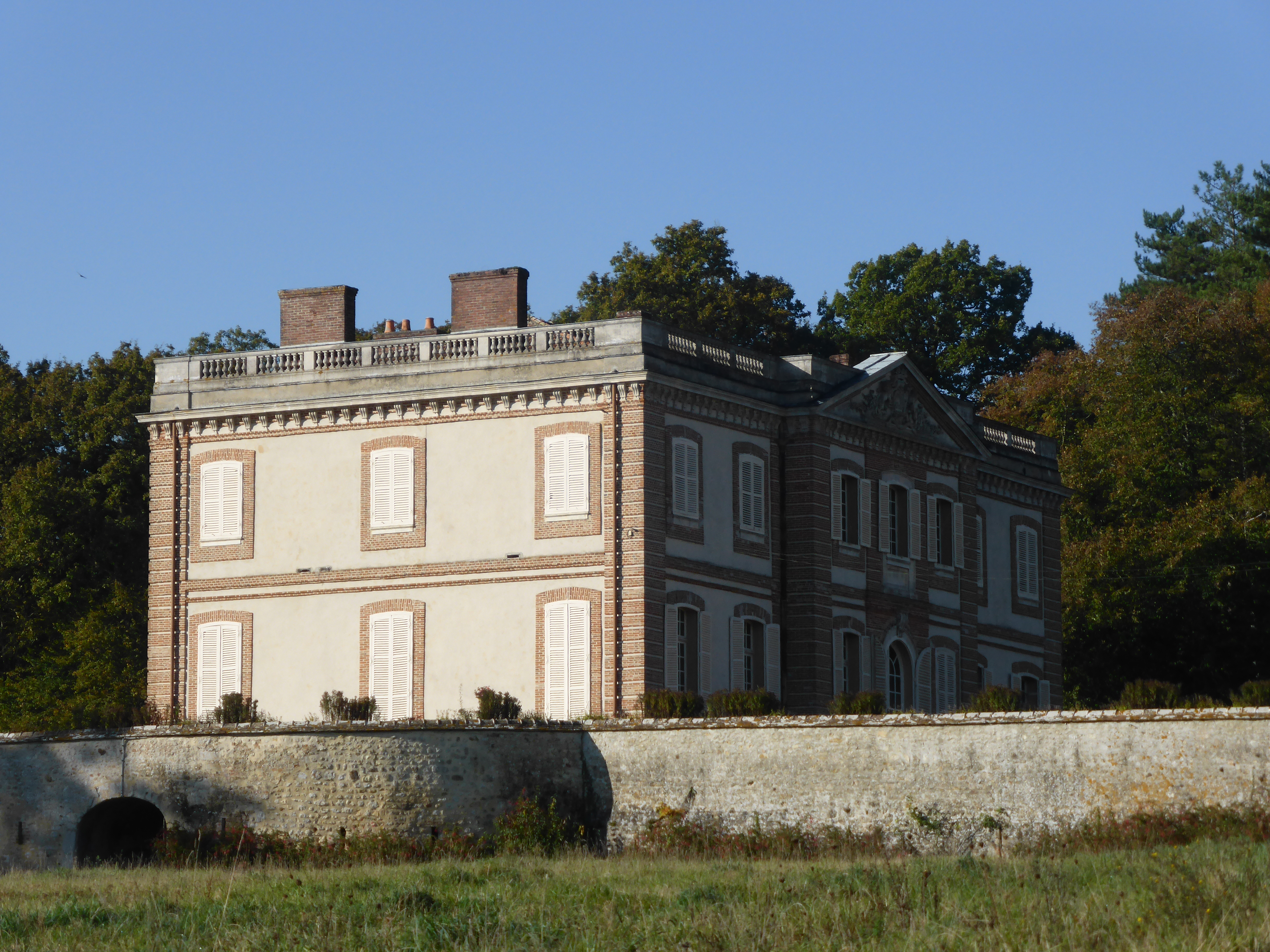

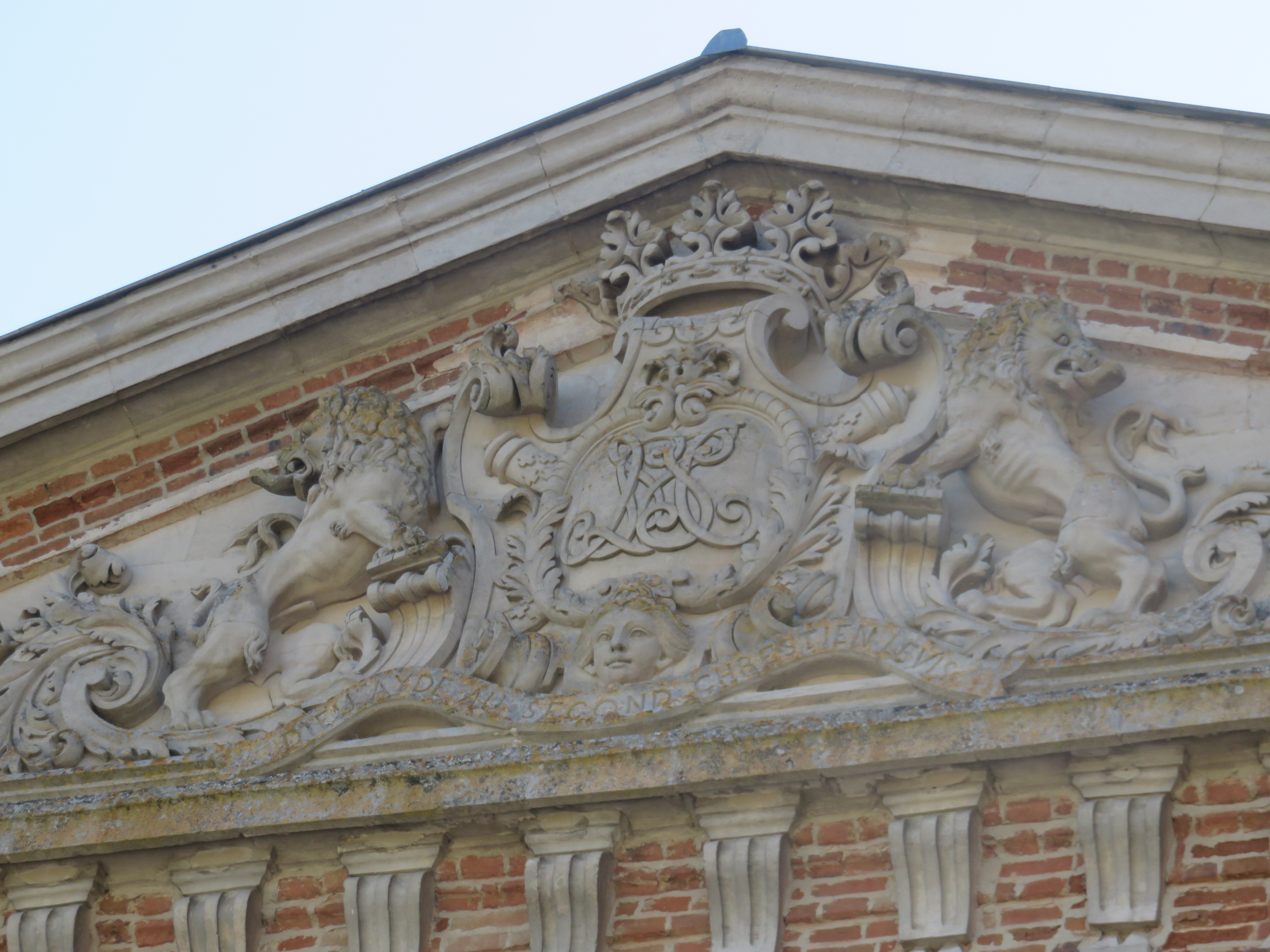
Fronton nord donnant sur la cour d'honneur.

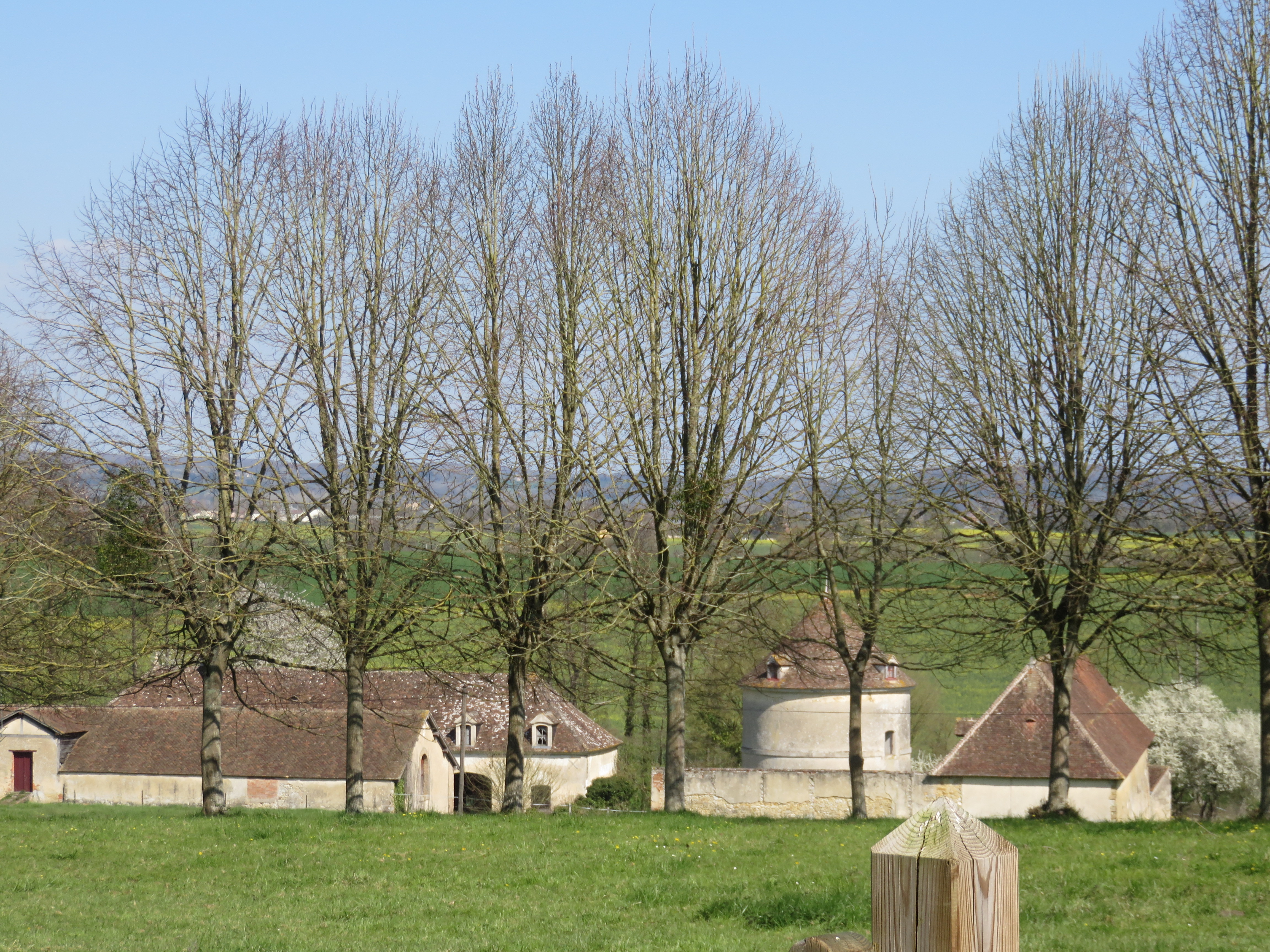
La basse-cour

Même si le château a une forme plus ramassée, il reste harmonieux. La cour d'honneur délimitée par une grille et des douves sèches est bordée des deux côtés par les communs. Celui de l'est abrite le logement du personnel et la chapelle tandis que l'autre est réservé aux écuries et aux attelages. En contrebas du château, se trouve la basse-cour avec son colombier, ses étables, sa charretterie, la citerne et la maison d'habitation.  

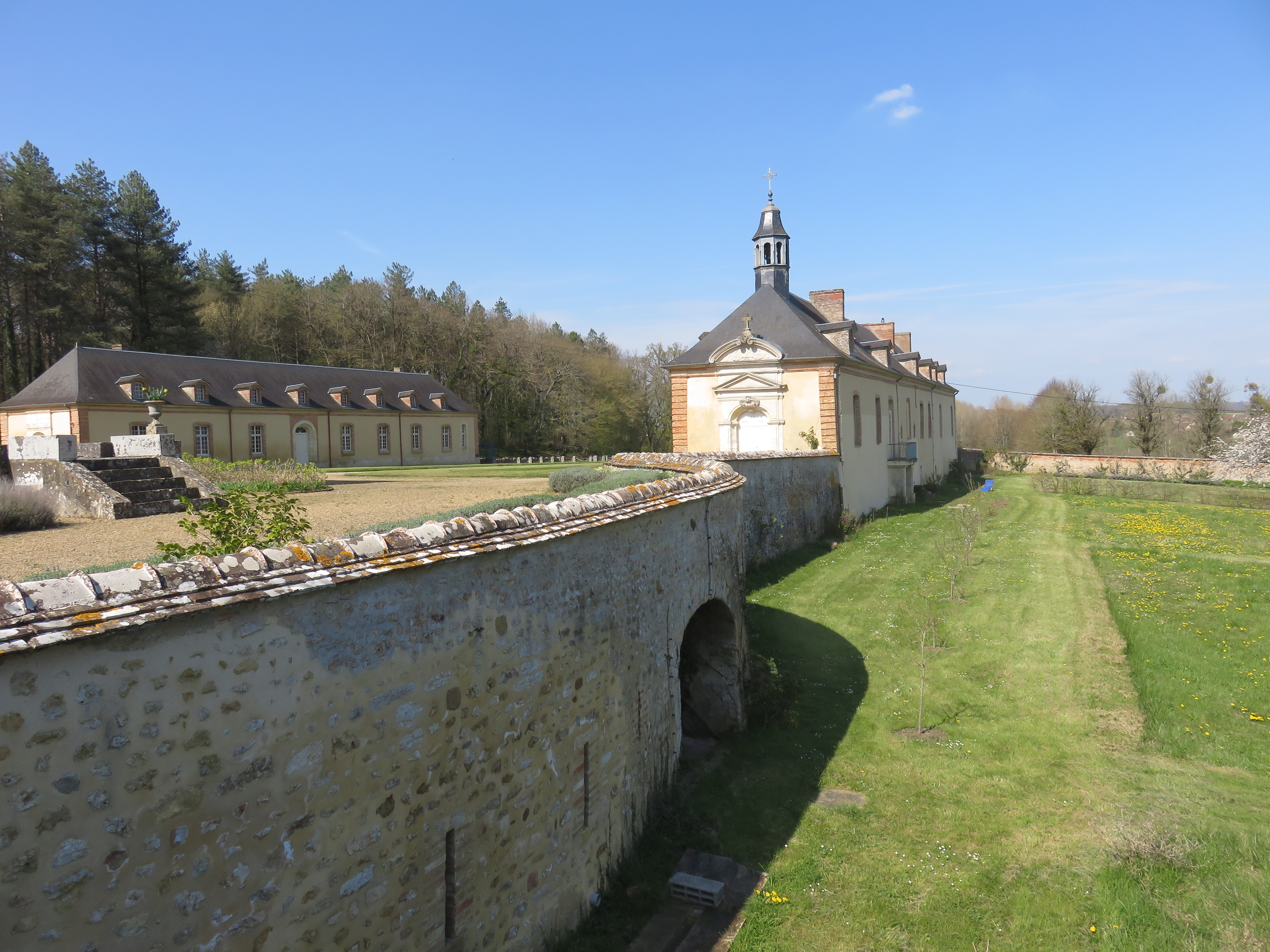
Les communs et les douves sèches

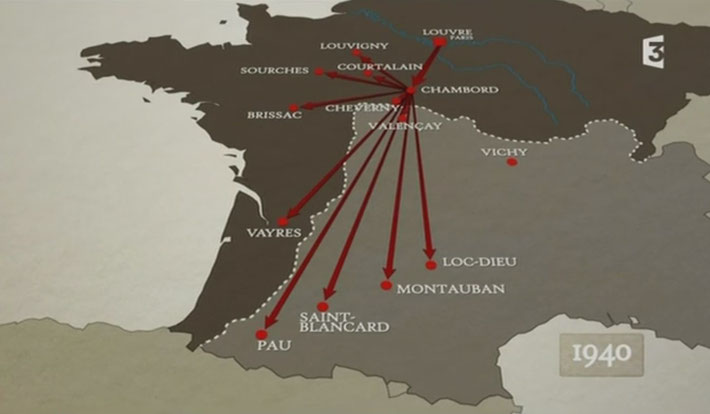
Carte des dépôts où le Louvre a entreposé ses collections à partir de 1939 (France 3)

### Le dépôt de Chèreperrine en 1939
Dès septembre 1939, les musées français cherchent à mettre les œuvres d'art à l'abri. C'est Jacques Jaujard, directeur des musées nationaux et de l'École du Louvre qui est l'organisateur de l'exode artistique et qui supervise, aidé par le personnel du Louvre et des bénévoles de la Samaritaine, l'emballage et l'évacuation de 1 862 caisses. Elles sont chargées dans 203 véhicules qui vont rouler à une vitesse moyenne de 40 km/h en direction de Chambord et de divers châteaux de province. L'Orne et la Sarthe sont des terres d'accueil privilégiées dans la mesure où ces départements, éloignés des frontières, recèlent de nombreux châteaux et abbayes. Parmi les sites réquisitionnés, Notre-Dame de la Pélice, Aillères, Sourches, Moire, Le Grand Lucé, Bonnétable et Chèreperrine. Le château abrite les tableaux qui ont déjà transité par Louvigny dans le Calvados, Aillères et la Pélice dans la Sarthe. 

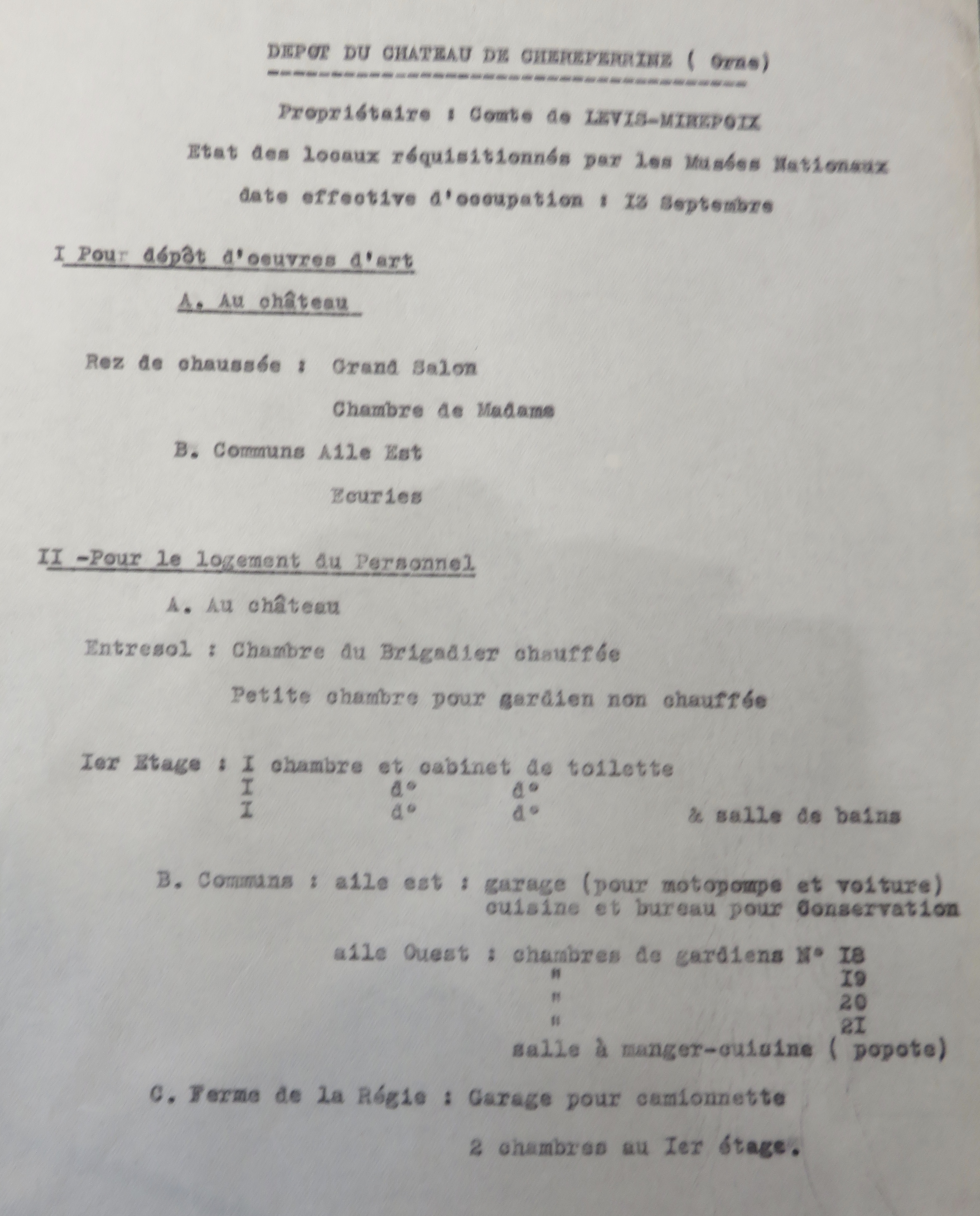
Note de l'administration des musées sur les pièces du château (Archives nationales, 20144792/122)

La réquisition du château s'engage dans une tension extrême, du fait du comportement des représentants des musées. Mme d'Eugny s'approprie deux chambres pour elle et sa sœur sans en référer au comte François-Henri-Sigismond de Lévis-Mirepoix et elle se permet de donner des ordres au personnel. Quant à M. Edouard Michel, il prétend installer la moto-pompe dans le salon afin de procurer à l'appareil une température satisfaisante. Le château a été reconstruit depuis une dizaine d'années et les propriétaires craignent à juste titre des dégradations mais surtout, ils se plaignent de n'avoir plus à leur disposition qu'un nombre réduit de pièces pour eux, leurs trois enfants et l'institutrice. Grâce à l'intervention du conservatoire-adjoint et chef du dépôt, M. Varagnat, qui favorise le départ de Mme d'Eugny vers Aillères et satisfait aux demandes des propriétaires, tout rentre dans l'ordre. Le service de garde est mis en place, les exercices de sécurité, en cas d'incendie, réalisés. On bénéficie pour cela du réservoir d'eau à droite du château contenant 75 m3 et du grand canal à gauche. 

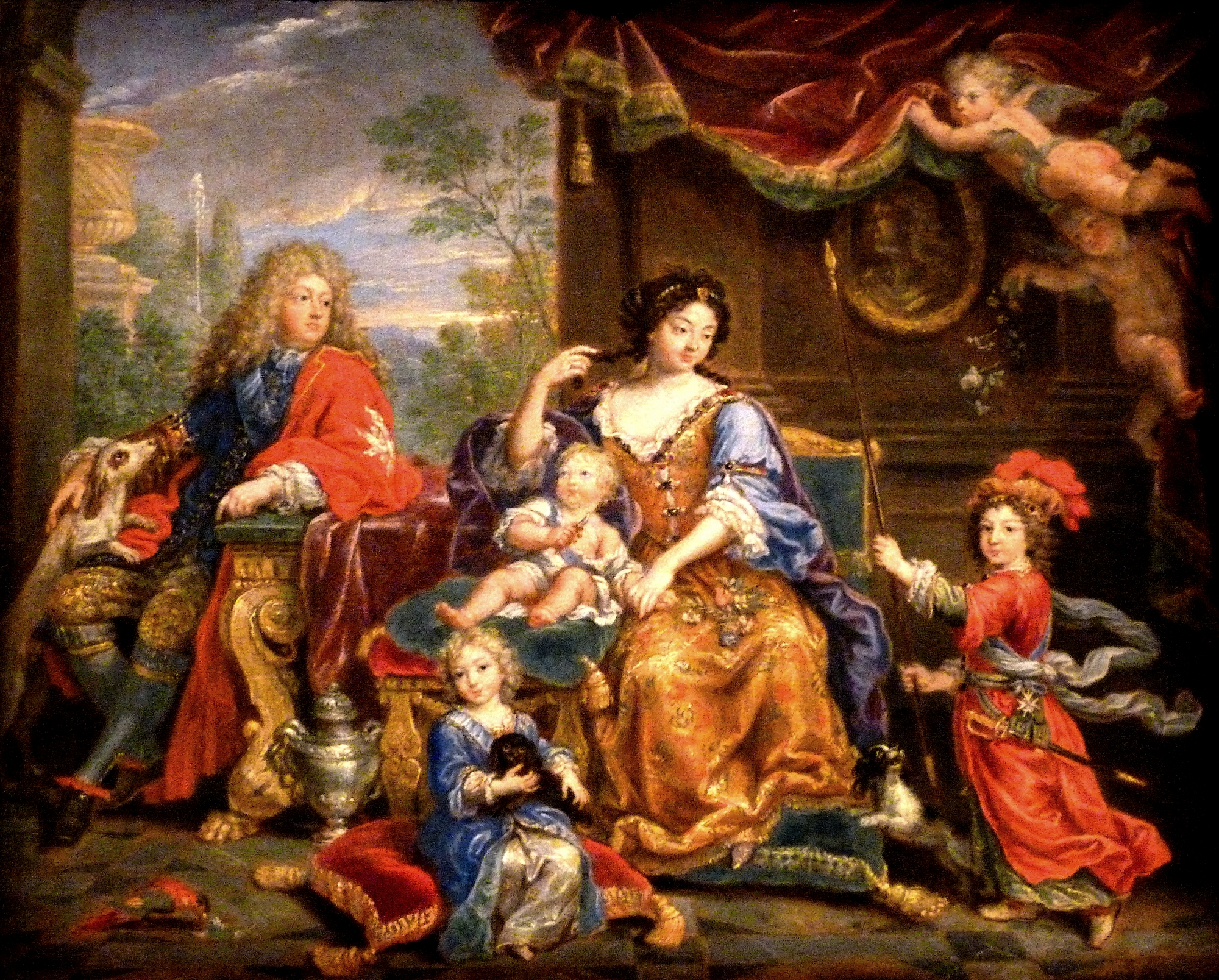
La famille du Grand Dauphin par Pierre Mignard (vers 1688)

Les tableaux arrivent à partir du 24 septembre 1939, emportés sur châssis, sur rouleaux ou superposés dans des caisses. C'est ainsi que le Grand Dauphin fait son entrée au château, sous la forme du tableau de Mignard. Le grand salon héberge le 7 novembre 1739 les plus grandes toiles: Les batailles d'Alexandre de Charles Lebrun, Les noces de Cana de Véronèse (toile de 65 m2 roulée sur un fût gigantesque et transportée dans une bétaillère) et Le sacre de Napoléon 1er de David; la chambre de Madame, Les Pestiférés de Jaffa, Napoléon sur les champs de bataille d'Eylau d'Antoine-Jean Gros. Presque tout le château, y compris les communs, abrite des toiles ou des caisses non ouvertes ainsi que le personnel chargé de la surveillance. La guerre prend une tournure désastreuse. Paris est occupé le 14 juin 1940, Mamers bombardé en ce même jour et l'armistice signé le 22 juin. Le 13 août débute la bataille d'Angleterre. Une première évacuation de tableaux a lieu en juin. Degas, Courbet, Sisley, Corot, Ingres font partie du convoi. Une deuxième évacuation se déroule en août. Rien que le 18 août, arrivent à Chèreperrine 111 tableaux signés Greuze, Murillo, Corot, Gainsborough, Véronèse, Monet, Caravage, Vigée Le Brun... Les collections sont transférées ensuite à l'abbaye de Loc-Dieu dans l'Aveyron, parmi elles, Les noces de Cana  mais elles n'y restent pas à cause de l'humidité des lieux et partent dès septembre au musée Ingres de Montauban puis de 1943 à 1945, au château de Montal dans le Lot.  
Mais revenons à Chèreperrine, le 10 août 1940. Les conservateurs ne sont pas seuls quand ils viennent effectuer leur visite au château, un officier des troupes d'occupation les accompagne. La conséquence est immédiate: le directeur des musées nationaux demande au Préfet de l'Orne, dans un courrier daté du 23 août, de lever à la date du 1er septembre la réquisition du château qui doit être libéré de tous les tableaux mis à l'abri au début de la guerre, du moins ceux qui y sont encore. Sous l'autorité de M. Varagnat, le dépôt de Chèreperrine est resté actif jusqu'en septembre alors que celui de Sourches va devoir subsister durant toute la guerre, en raison de la fragilité de certains tableaux, parmi lesquels on compte Le radeau de la Méduse de Géricault qu'on ne peut ni décadrer ni rouler.

### Un dernier tableau soustrait à la convoitise de l'occupant

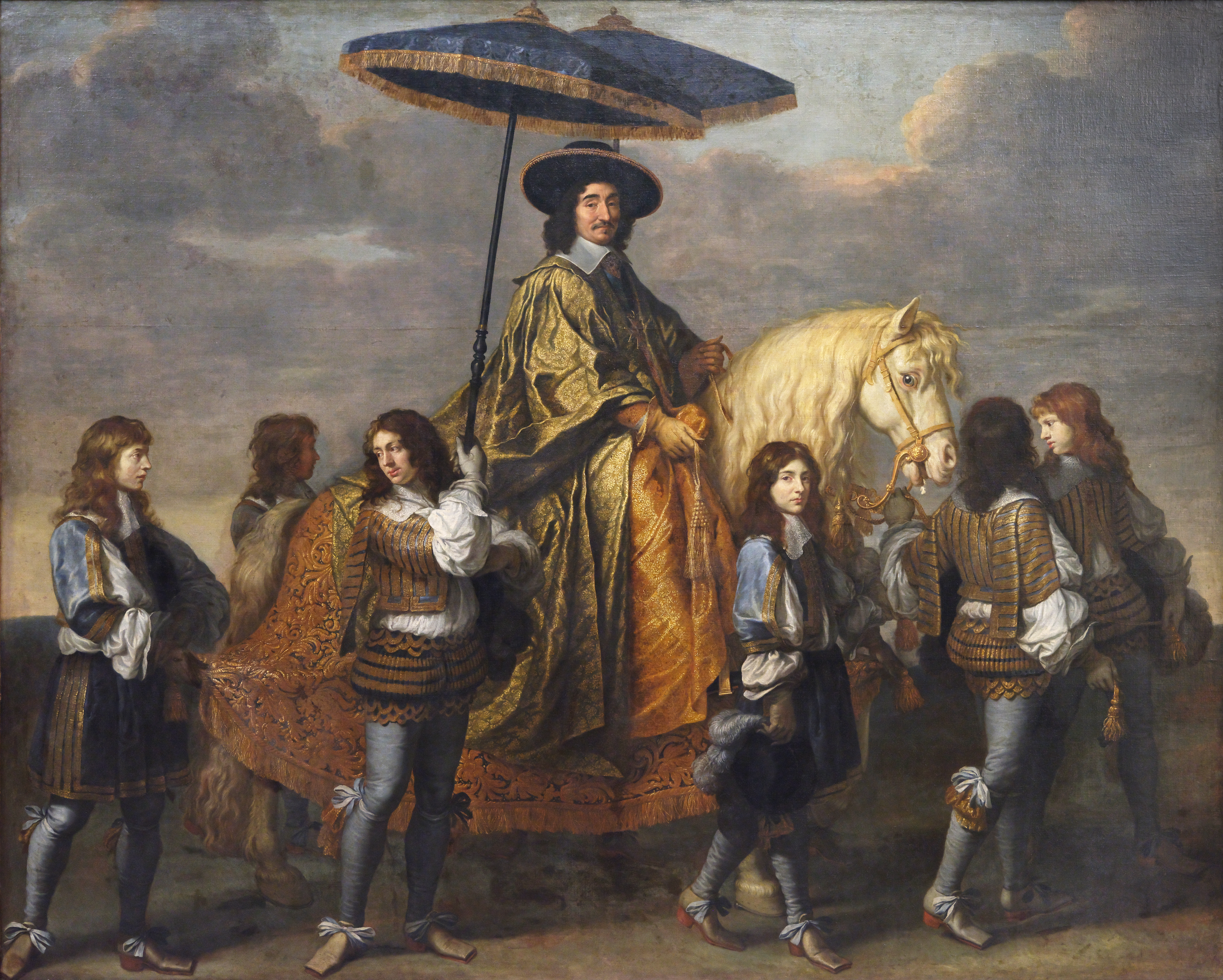
Le chancelier Séguier par Charles Le Brun (1619-1690) 295 cm x 357 cm

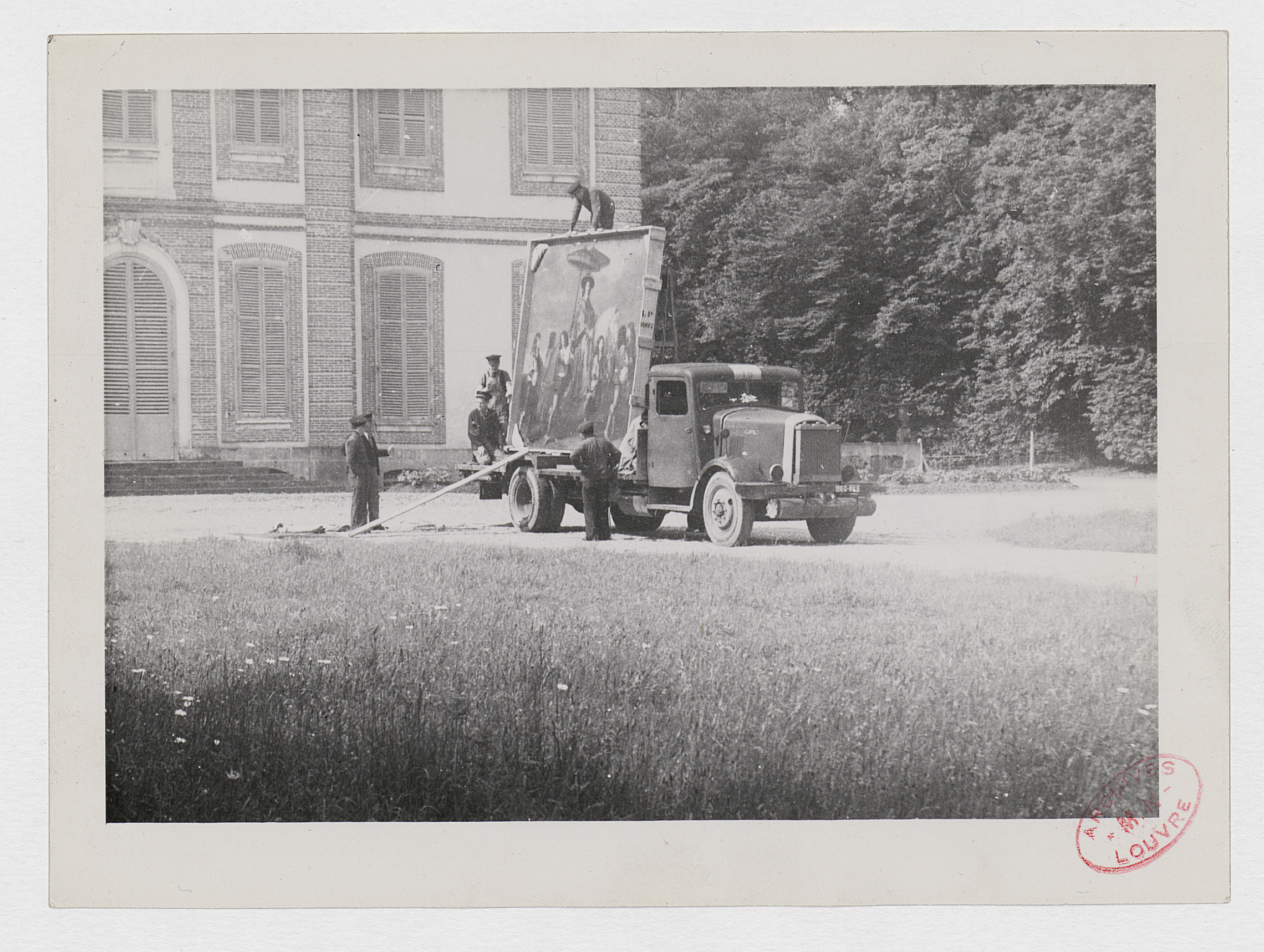
Transport du tableau de Le Brun au dépôt de Sourches en 1942 (A.N. 20144792/251)

Lorsque la réquisition du château a été décrétée en 1939, un état des lieux notait la présence dans le salon d'un tableau de Charles Lebrun, le chancelier Séguier. Ce tableau vient en ligne directe de la famille Séguier puisque hérité par Mme de Lévis-Mirepoix, née Jeanne Aymé de la Chevrelière, fille de Cécile Séguier. Les officiers allemands ne manquent pas de le remarquer et de le convoiter. M. et Mme de Lévis-Mirepoix le vendent en 1942 au Louvre, par le biais de la société des amis du Louvre, avec des crédits alloués par le gouvernement de Vichy. Les conservateurs n'hésitent pas une seconde à acquérir cette œuvre maîtresse du XVIIe siècle où le peintre échappe à tout académisme. Le tableau est chargé sur un camion et transporté au dépôt de Sourches.  
Durant la guerre, les tableaux ont beaucoup voyagé et il n'y a pas meilleur récit de cet exode que celui, plein d'humour, qu'en a fait René Huyghe (1906-1997), conservateur en chef des peintures et dessins du musée du Louvre. En voici quelques bribes:  
"On en aura assez parlé des musées-nécropoles, des musées immobiles, figés, sans vie. Les tableaux ont pris leur revanche. Septembre 1939, ils partent, comme on fait toujours à la guerre, sur des positions préparées à l'avance. Et le long des murs du Louvre, il ne restait plus que les cadres, béants, écarquillés, un peu stupides. On était gêné en passant devant. C'est eux qui avaient l'air de nous regarder maintenant... Dix mois plus tard, il y avait la retraite, la débâcle. Les camions étaient repartis, avaient traversé la Loire, avant que sautent les derniers ponts. Échappé à cette occasion de l'hôpital, le conservateur-adjoint, le capitaine Bazin, avait repris du service civil et sa jambe blessée encore mal rétablie, il s'était mis, lui-même, à la direction d'un des précieux camions...11 novembre 1942: encore les allemands, toujours eux. Ils défilent massivement sur le grand pont du Tarn. Il faut repartir vers des coins plus cachés, plus modestes, plus abrités contre les convoitises....14 juillet 44... la Résistance s'intéresse au Louvre et le Louvre à la Résistance; le masque est tombé, les 52 gardiens peuvent arborer impunément leurs 52 brassards F.T.P., ils peuvent avouer que leur conservateur est capitaine F.F.I. Et maintenant, c'est à nouveau le calme. Les tableaux s'ennuient. Le Louvre est si vide. Ah, ils regrettent aujourd'hui leur nécropole, le musée bien calme, bien tranquille où on a un cadre, où on a une étiquette, avec son nom, où on voit des visiteurs..."

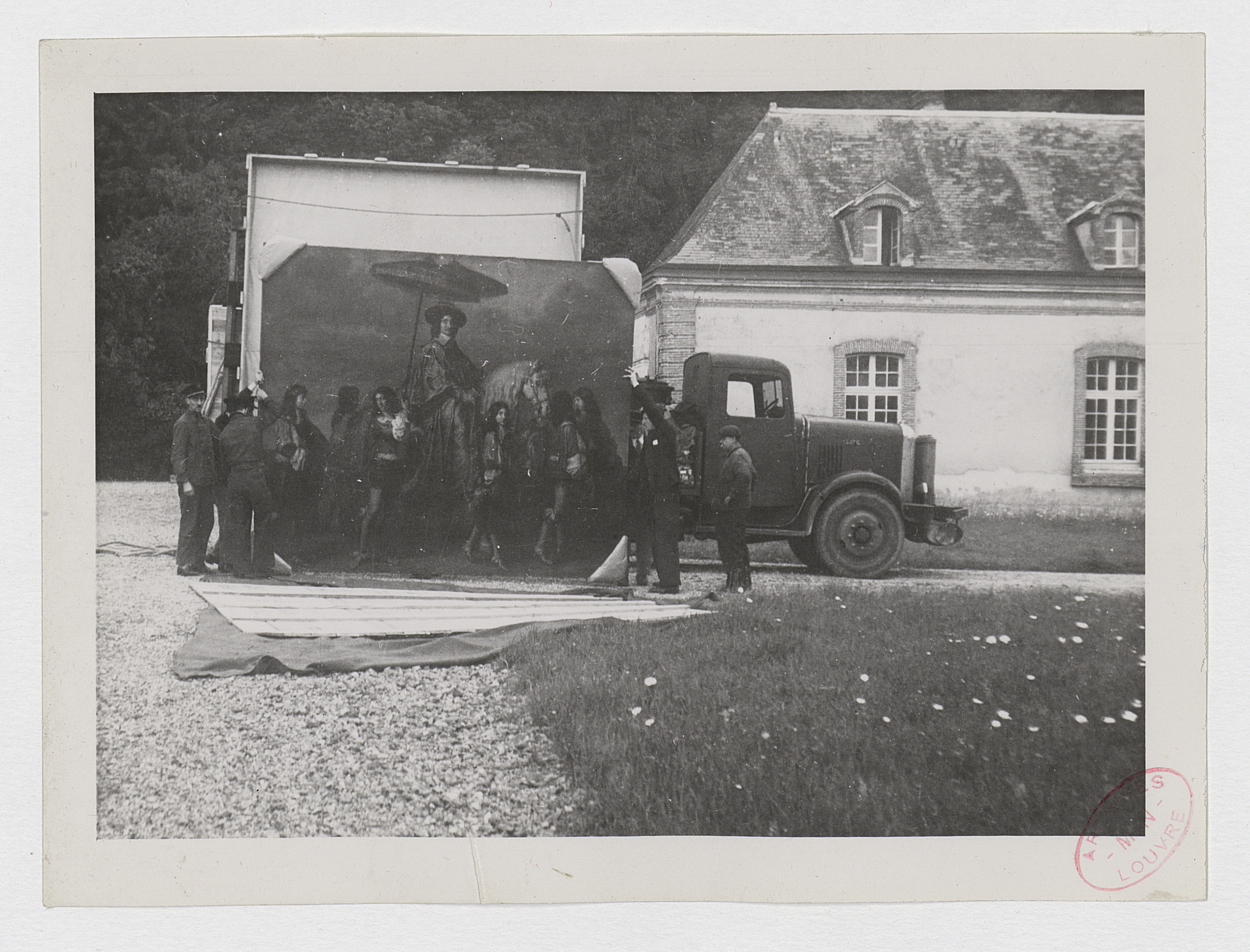
Le tableau hissé sur le camion (A.N, 20144792/251)